# Otto Koenig (Verhaltensforscher)

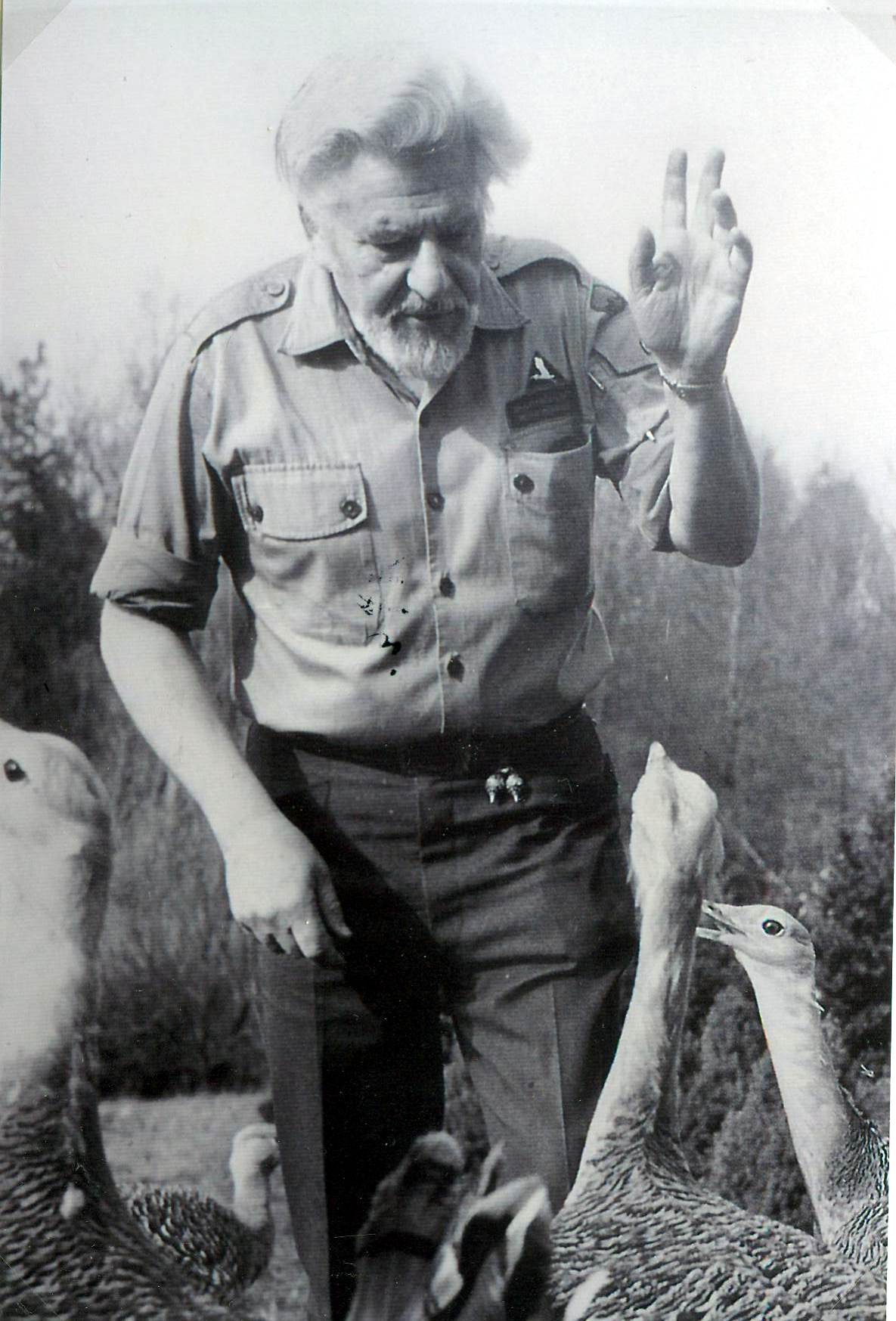
Otto Koenig (1987) mit Großtrappen am Institutsgelände

Otto Martin Lothar Koenig (* 23. Oktober 1914 in Wien; † 5. Dezember 1992 in Klosterneuburg) war ein österreichischer Verhaltensforscher und Publizist mit einer Ausbildung als Fotograf. Der Schüler von Konrad Lorenz gründete gleich nach dem Zweiten Weltkrieg 1945 mit seiner Gattin Lilli Koenig die Biologische Station Wilhelminenberg in Wien. Dieses Institut für Vergleichende Verhaltensforschung (später im Rahmen der Österreichischen Akademie der Wissenschaften) leitete Otto Koenig selbst. Er leistete Bedeutendes für den Natur- und Wildtierschutz in Österreich, erhielt zahlreiche Auszeichnungen und wurde 1962 zum Professor ernannt.

## Kindheit und Schulbesuch
Otto Koenig wurde als einziges Kind des Otto Martin Julius Koenig und seiner Frau Mathilde, geb. Hruby, am 23. Oktober 1914 in Wien geboren. Er wuchs in einer sozialdemokratisch ausgerichteten und sehr bildungsinteressierten Familie auf. Obwohl Koenig andere Wege ging als die Eltern, deren Lebensführung doch auch „bürgerliche“ Züge hatte, sein ausgeprägtes wissenschaftliches Interesse war ein bereits in früher Kindheit angelegtes Familienerbe. Auch die sozialdemokratischen Grundpositionen der Familie lassen sich – keineswegs ohne Brüche – in allen Lebensphasen Koenigs erkennen.
Die Schulkarriere Koenigs war wechselhaft. Es war wohl auch ein Zeichen der „bürgerlichen“ Ansprüche der Familie, dass Otto Koenig sein erstes Volksschuljahr (1920/21) nicht in der Schule absolvierte, sondern – gemeinsam mit seinem lebenslangen Freund Richard Kretschmayer – im häuslichen Unterricht durch den Privatlehrer Reif. Erst ab 1921 besuchte er die fünfklassige Volksschule in Klosterneuburg, in deren zweite Klasse er am 16. September 1921 eintrat. Aus seinen schulischen Hinterlassenschaften dieser Zeit lassen sich an Niederschriften, insbesondere aber an Zeichnungen, schon deutliche Anzeichen seiner späteren natur- und kulturwissenschaftlichen Interessen erkennen. Mit der politischen Orientierung der Familie hatte es aber zu tun, dass Otto Koenig nach der Grundschulzeit 1925 nicht auf das als sehr konservativ-national eingestufte Klosterneuburger Gymnasium wechselte, sondern auf das humanistische Bundesgymnasium Wien IX, Wasagasse 10. Die Bevölkerung des unmittelbaren Einzugsbereiches dieses Gymnasiums war nach Otto Koenigs Einschätzung sozialistisch orientiert und hatte einen hohen Anteil jüdischer Mitbürger. Daher hatte auch das Gymnasium einen sehr hohen Anteil jüdischer Schüler, so dass Koenig in seinem Tonfall partiell auch das Idiom dieser Mitschüler übernahm. Es lässt sich in den Interviewberichten Koenigs nicht immer sauber unterscheiden, von welchem Wiener Gymnasium er gerade redet. Das humanistische Bundesgymnasium besuchte er nur zwei Jahre und wechselte nach Abschluss der 2. Klasse auf das Bundes-Realgymnasium Wien II (Leopoldstadt) und von dort noch auf das Bundes-Realgymnasium Wien XV Diefenbachgasse (vormals XIV Rudolfsheim).
Aber eben an den Gymnasien entwickelte sich, wie er schreibt, „dann eine mehr und mehr ablehnende Einstellung zu Lehrern und dem gängigen Lehrbetrieb.“ Koenigs naturkundliche, insbesondere ornithologische Interessen verlagerten sich zunehmend in den außerschulischen Bereich. Sehr häufig trieb es ihn in die Landschaft, um Tiere zu beobachten, sie zu zeichnen oder – mit sehr einfachen Mitteln – zu fotografieren. Hinzu kamen – vermutlich seit 1926 – ebenso außerschulisch gelagerte intensive Kontakte zur bündischen Jugend. Er schloss sich in Wien einer Pfadfindergruppe an, die dann zu den 1925 durch Anton Tesarek gegründeten Roten Falken übergetreten ist. So wurde er in Umgang und Einstellung „sozialistischer“, als es seinen Eltern lieb war. Im Detail lässt sich nicht rekonstruieren, warum sich die schulischen Aversionen so intensivierten. Zwar hat er am Bundes-Realgymnasium Wien II die dritte Klasse wiederholen müssen, der Wechsel auf das Bundes-Realgymnasium Wien XIV hat ihn faktisch ein weiteres Jahr gekostet. Alle seine aus der Erinnerung später vorgegebenen wissenschaftlichen und beruflichen Ziele hätte Koenig, der nur etwa zwei Jahre vor der Matura stand, auch nach regulärem Schulabschluss umsetzen können, und zwar wohl auch effektiver und schneller. Jedenfalls hat er als 18-Jähriger zur großen Enttäuschung seiner Eltern das Gymnasium verlassen, um „Tierfotograf“ zu werden. Die Matura hat er erst wesentlich später, nämlich am 8. November 1956, durch die „Berufsreifeprüfung“ an der Universität Wien erworben. Damit war die Berechtigung zum Studium der Psychologie und Zoologie verbunden.

## Ausbildung und Werdegang
Die beruflichen Vorstellungen, die sich bei Koenig seit der Kinderzeit schon abzeichneten, vertrugen sich offensichtlich nicht mit Inhalt und Form des gymnasialen Unterrichts. Unter dem Einfluss der Tierbücher des schwedischen Tierfotografen Bengt Berg wollte er Tiere, insbesondere Vögel, in freier Wildbahn beobachten und deren Verhalten fotografisch festhalten. Es ging ihm zu diesem Zeitpunkt nicht darum, eine wissenschaftliche Laufbahn einzuschlagen, sondern darum, Tierfotograf zu werden. So war es bei allen kurzschlüssigen schulischen Entscheidungen durchaus konsequent, dass Koenig zur Verbesserung seiner fotografischen Fertigkeiten das Gymnasium verließ und von 1933 bis 1936 eine berufsbildende Schule besuchte, nämlich die international renommierte „Graphische Lehr- und Versuchsanstalt, Abteilung Fotografie“ in Wien. An dieser Schule, der einzigen Schule dieser Art in Österreich, schloss er nach 3 Jahren seine Ausbildung zum Fotografen erfolgreich ab. Dort lernte er auch seine spätere Ehefrau, Lilli Frischauf (7. September 1918 – 9. November 1994) kennen, die von 1935 bis 1939 den Schwerpunkt Zeichnen studierte.
Otto Koenigs fotografische Ausbildung blieb aber eng gekoppelt mit seiner Freizeitgestaltung und seiner Mitarbeit in der bündischen Jugend. Seit er, wie er berichtet, als 14-Jähriger, vermutlich im Sommer 1929, bei einem Familienausflug erstmals den Neusiedlersee kennenlernte und mit seinem Freund Richard Kretschmayer in der „urwüchsigen Wildnis“ des Röhrichtgürtels völlig überraschend auf eine Große Rohrdommel und einen Silberreiher stieß, Vögel, die er bisher nur aus Tierbüchern kannte, war er von Landschaft, Flora und Fauna so angetan, dass es ihn in den nächsten Jahren immer wieder hierhin zog, um zu beobachten und zu fotografieren. Wohl ab 1932 hat er im Sommer regelmäßig am See gezeltet, zunächst in den Sommerferien. Nach Abschluss der „Graphischen Lehr- und Versuchsanstalt“ (Zeugnis vom 4. Juli 1936) wurden die Exkursionen an den See „im Frühjahr begonnen und erst im Herbst beendet“.

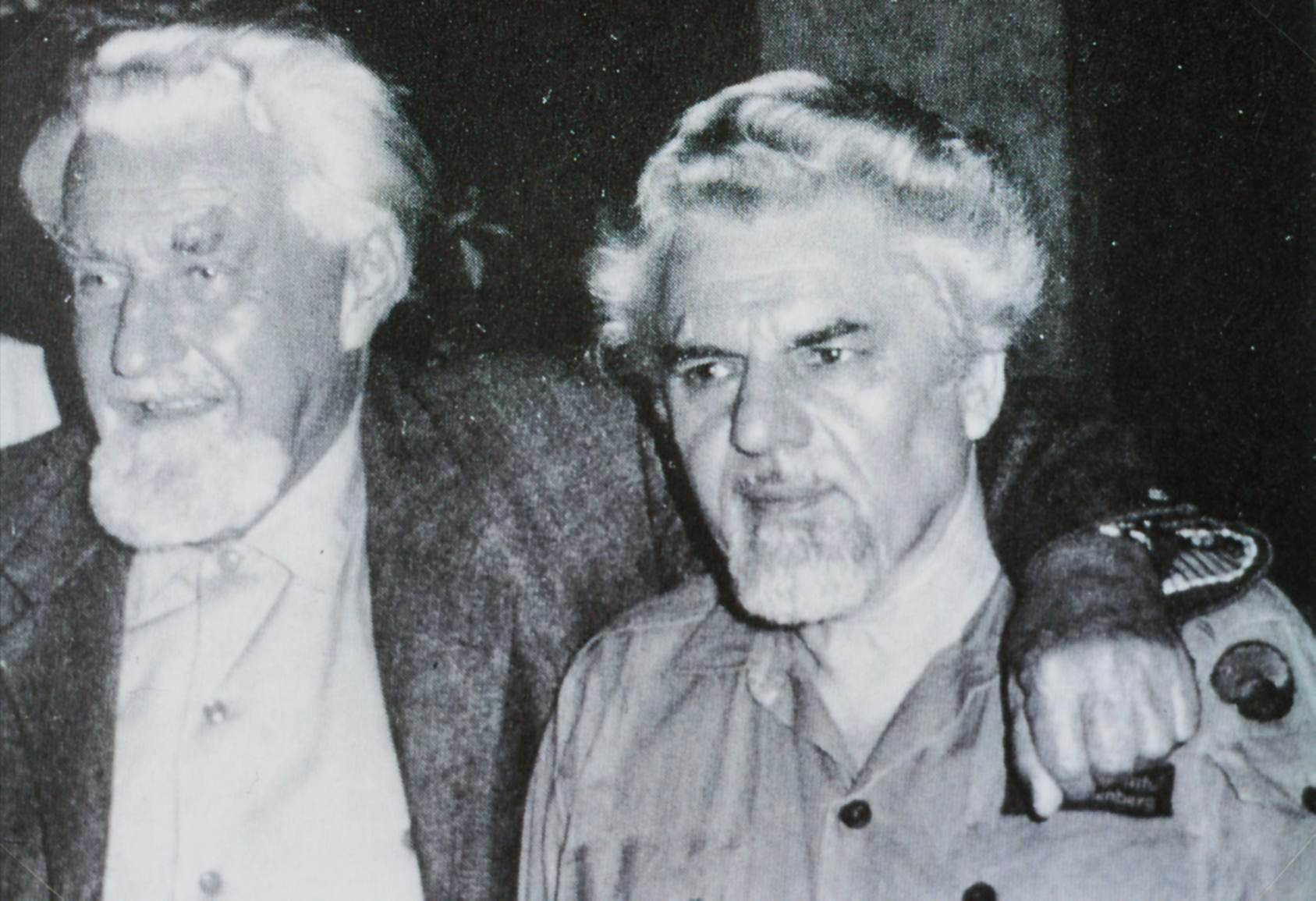
Otto Koenig (rechts) mit Konrad Lorenz, 1974 in Winden am See

Entscheidend für den weiteren beruflichen Weg war sodann Koenigs Begegnung mit Konrad Lorenz im Jahre 1936. Koenig hatte schon von dessen Arbeiten mit freifliegenden Dohlen, Kolkraben und Graugänsen im benachbarten Altenberg gehört, hatte aber noch keinen Zugang zu ihm gefunden. Die ersten Kontakte entstanden, als Koenig an einer von „Dozent Dr. Konrad Lorenz“ geleiteten Veranstaltungsreihe im Wiener Volksbildungshaus Urania zum Thema Der Weg zur richtigen Tiergeschichte teilnahm. Auf den zufällig gemeinsamen Bahnheimfahrten konnte er häufiger mit Konrad Lorenz sprechen. Diese Begegnungen waren für Otto Koenig von besonderer Bedeutung, weil er durch seine Tierbeobachtungen zwar über umfassende zoologische, insbesondere ornithologische Erfahrungen verfügte, aber niemals ein biologisches Studium absolviert oder irgendein biologisches Examen abgelegt hatte. Zwar war Koenig zunächst in den Jahren 1954 bis 1959 insgesamt zehn Semester an der Universität Wien eingeschrieben. Dort studierte er zuerst als außerordentlicher Hörer, dann nach Ablegung der Berufsreifeprüfung ab dem Sommersemester 1958 als ordentlicher Hörer. Von 1962 bis 1967 studierte er erneut an der Universität Wien, nun aber wieder, vermutlich wegen der eingeschränkten Studienberechtigung (Psychologie und Zoologie), als außerordentlicher Hörer. Seine Studien bezogen sich zwischen 1954 und 1967 schwerpunktmäßig auf die Fachrichtungen Psychologie, Philosophie, Urgeschichte, Ethnologie, Soziologie und Biologie; wobei es in keinem dieser Bereiche zu einem Abschluss kam. Konrad Lorenz lenkte Koenigs Interesse auf die Vergleichende Verhaltensforschung, die ihn dann nicht mehr losließ. Zwar blieb Koenig in biologisch/zoologischer Hinsicht ein Autodidakt, doch er bezeichnete sich selbst immer wieder als Schüler von Konrad Lorenz, und zwar als dessen „ältesten“ und „irregulärsten Schüler“. Als Konrad Lorenz bei den ersten Treffen 1936 anmerkte, das Forschungsfeld der Vergleichenden Verhaltensforschung sei so groß, „daß man dafür ein eigenes Institut bauen und beschäftigen könnte“, machte Koenig es sich, wie er mehrfach berichtet, zum Vorsatz, ein solches Institut zu gründen. Eine erste sehr reelle Chance zur Gründung eines solchen Instituts ergab sich bereits 1938 am Neusiedlersee, sie konnte dann aber wegen des Kriegsbeginns nicht realisiert werden. Der zweite und erfolgreiche Versuch war die Gründung der Biologischen Station Wilhelminenberg im Jahre 1945. Koenig bemühte sich, Konrad Lorenz im Wiener Umfeld einen Arbeitsplatz zu vermitteln, als dieser 1948 aus der Kriegsgefangenschaft heimkam, und auch als Lorenz sich 1973 von seinem Posten aus dem Max-Planck-Institut in Seewiesen zur Ruhe setzte.
Wie sehr Konrad Lorenz schon die frühen wissenschaftlichen Unternehmungen Otto Koenigs schätzte, zeigt sich auch darin, dass er ihn im Frühsommer 1939 gemeinsam mit Otto Koehler und dessen Königsberger Studenten im Schilfgürtel des Neusiedlersees besuchte. Koehler hat Koenig 1943 zu einem Referat über den Neusiedlersee an die Universität Königsberg eingeladen.
Otto Koenig, dem 1962 durch das Österreichische Bundesministerium für Wissenschaft und Forschung der Titel Professor verliehen wurde, entwickelte sich als Tierfotograf und als Verhaltensforscher, wie seine Bücher von 1939 und 1943 zeigen. Als Tierfotograf hatte er sich 1939 mit seinem ersten Buch Wunderland der wilden Vögel ausgezeichnet. In dem 99 Seiten umfassendes Buch hat er die fotografische Ernte seiner Beobachtungen am Neusiedlersee vorgelegt und kommentiert. Die Fotos wurden hoch gelobt, die Kommentierungen aber von wissenschaftlicher Seite, nämlich von dem Berliner Zoologen Erwin Stresemann, als „banal“ abgetan. Tief getroffen von dieser Kritik suchte er in seiner nächsten, während seines Militärdienstes entstandenen, größeren Arbeit Rallen und Bartmeisen (1943) den Text auf die wissenschaftliche Ebene der aufkommenden Vergleichenden Verhaltensforschung zu bringen. Stresemann urteilte nunmehr, dass damit ein „neuer, hoher Richtpfahl in der Ornithologie“ vorgegeben worden sei.

## Lehrer, Schüler und Wegbegleiter
Otto Koenig hat sich in seinen zahlreichen Schriften häufiger über seine wissenschaftlichen Lehrer, über seine Schüler und Wegbegleiter geäußert. Bezüglich seiner naturwissenschaftlichen Interessen und Kenntnisse hat er es als „das große Glück“ angesehen, „noch die gesamte Wissenschaftselite aus der Entstehungszeit der Verhaltensforschung persönlich kennenzulernen“. Er habe „mit allen gesprochen und Briefe gewechselt“, habe Anerkennung erhalten und Kritik erfahren. Dies sei die „beste Schule, die man sich vorstellen“ könne. Denn „zum Wissenschaftler“ werde man nicht „in den von mir später eifrig besuchten Hörsälen der Universität, sondern draußen in der Feldarbeit und im Gespräch mit den erfahrenen Trägern geistiger Wissenschaftskultur.“ Unter seinen Lehrern steht nach Koenigs vielfach wiederholtem Urteil Konrad Lorenz an erster Stelle, und zwar „außerhalb jeden Zweifels und abwägender Konkurrenz“. Danach folgen die weiteren namhaften und frühen Vertreter der Ethologie, der Berliner Ornithologe Oskar Heinroth, der Königsberger Zoologe Otto Koehler und der Berliner Zoologe Erwin Stresemann. Auch die Zoologen Gustav Kramer, Wilhelmshaven, und Karl von Frisch, München, zählt Koenig zu diesem Lehrerkreis. Aber insbesondere nach Aufbau der Biologischen Station Wilhelminenberg war Otto Koenigs Institut, das durch Publikationen und Filme sowie ab 1956 durch die kontinuierliche Fernsehpräsenz einen großen Namen hatte, Anlaufstelle für einen großen Kreis etablierter, wie aber auch einer großen Zahl junger Wissenschaftler unterschiedlicher Disziplinen.
Aus den kulturwissenschaftlichen Bereichen hat Koenig auch eine ganze Anzahl Wissenschaftler bzw. Wissenschaftlerinnen als seine Lehrer benannt. Diese Kontakte haben sich aber erst in der frühen Nachkriegszeit ergeben. Eine besondere Rolle spielten die Wiener Psychologin Prof. Dr. Sylvia Bayr-Klimpfinger, der Wiener Völkerkundler und Afrikanist Prof. Dr. Walter Hirschberg und – etwas später (1971) – der Hamburger Volkskundler und Historiker Prof. Dr. Walter Hävernick. Hirschberg und Hävernick waren insbesondere Gesprächspartner bei der Entwicklung der Kulturethologie.

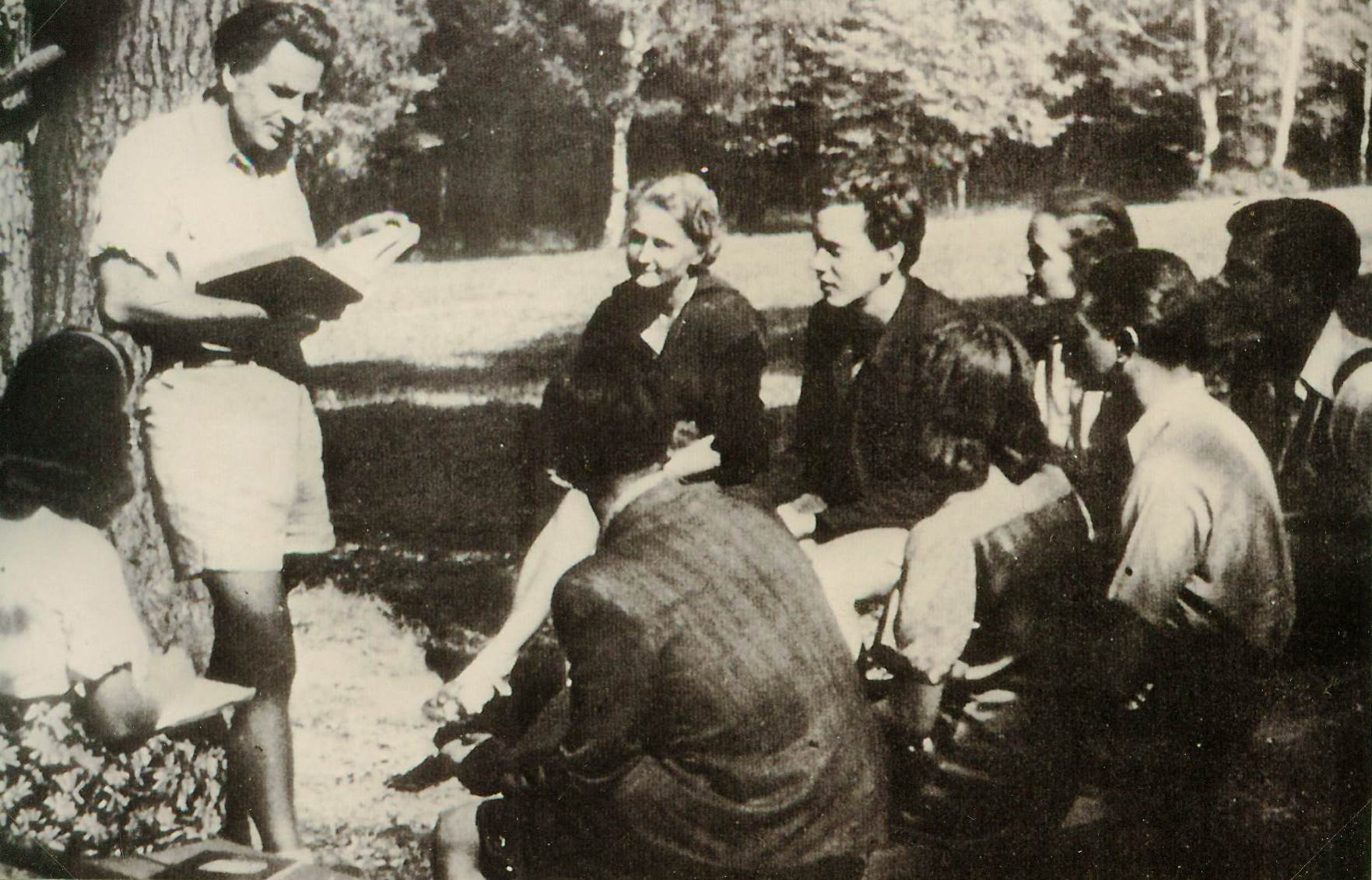
Otto Koenig und Mitarbeiter 1948 in der Freilichtschule

Zu seiner frühen Schülerschaft an der Biologischen Station Wilhelminenberg zählte Otto Koenig an erster Stelle Irenäus Eibl-Eibesfeldt, aber ebenso Wolfgang Schleidt, Heinz Prechtl, Ilse Prechtl-Gilles und Eberhard Trumler. Sie waren die ersten „Stationsmitglieder“ und bekennen sich auch literarisch zu dieser Schülerschaft.
Zu seinen Wegbegleitern würde Koenig sicher den späteren Klosterneuburger Gemeindearzt Richard Kretschmayer zählen, der – gleichaltrig mit Koenig – von Kindheit an bis ins hohe Alter eng mit ihm befreundet war. Als wissenschaftlicher Wegbegleiter der frühen Forschungszeit am Neusiedlersee (ab ca. 1934) ist Alfred Seitz, Dissertant bei Konrad Lorenz und späterer Direktor des Tiergartens Nürnberg (1951–1970), zu nennen. Alfred Seitz hatte bereits 1934 über die Reiherkolonien am Neusiedlersee berichtet und teilte auch Koenigs naturschützerisches Engagement für den See. Koenig konnte sich in gemeinsamen Unternehmungen mit ihm austauschen und profitierte von dessen biologischen und fotografischen Erfahrungen.
Aus der Nachkriegszeit gehörten zahlreiche seiner Institutsmitarbeiter und Förderer seiner Arbeit zu seinen Wegbegleitern, darunter Dagmar Schratter, ebenso langjährige Teilnehmer der von ihm begründeten Matreier Gespräche wie beispielsweise Gustav Reingrabner und Max Liedtke.
An erster Stelle in der Reihe seiner Wegbegleiter aber steht seine Frau Lilli Koenig, geb. Frischauf (7. September 1918 – 9. November 1994). Zwar sind sich beide schon in ihrer Ausbildungszeit auf der Grafischen Versuchs- und Lehranstalt begegnet, intensivere Kontakte gab es aber erst seit 1939. Nach Koenigs erfolgreicher erster Buchpublikation hatte der Verlag ein weiteres Buchprojekt mit ihm geplant, das „Fahrtenbuch eines Vagabunden“. Dazu hatte der Verlag als Illustratorin Lilli Frischauf vorgesehen. Aus dem Projekt ist wegen des Kriegsbeginns nichts geworden, es war aber gleichwohl der Beginn eines lebenslangen gemeinsamen Weges. Otto Koenig und Lilli Frischauf heirateten am 8. Mai 1943 während eines kurzen Heimaturlaubes in Wien. Lilli Koenig hat ihren Mann in vielfältigster Weise unterstützt, hat viele Publikationen ihres Mannes und von dessen Mitarbeitern illustriert, hat eigene verhaltensbiologische Arbeiten geschrieben, hat den geeigneten Standort für die Biologische Station Wilhelminenberg ausgewählt, war ideenreich bei der Tieraufzucht beteiligt und hat umfangreiche organisatorische Arbeiten geleistet. Überdies war sie eine erfolgreiche Schriftstellerin. Ihre zoologisch und tierpsychologisch fundierten Jugend-Tierbücher Die klaren Augen (1951), Gringolo (1956) und Timba (1959) wurden vielfach ausgezeichnet und in mehrere Sprachen übersetzt. Es war ihre schriftstellerische Reaktion auf den zeitgenössischen „Bambi-Kult“, in dem die Tiere simplifizierend vermenschlicht und verzerrt wurden. Im Jahre 1983 wurde ihr der Titel Professor verliehen. Otto Koenig hat sich noch kurz vor seinem Tode brieflich in einem großartigen, sehr berührenden Text über die Beziehung zu seiner Frau geäußert.

## Engagement für die Pfadfinder
Bei den Exkursionen zum Neusiedlersee war Otto Koenig häufig von Freunden begleitet, besonders auch aus dem Kreis der Roten Falken. Für sie engagierte er sich intensiv, wobei aber wohl gegenüber den politischen Zielen die charakteristischen Lebensformen der Jugendbewegung (Wandern, Naturerleben, Zelten, Gruppenleben) das größere Gewicht hatten. Als 1934 die Sozialdemokratische Partei durch den austrofaschistischen Staat verboten wurde und sich auch die Roten Falken auflösen mussten, wechselte Koenig mit seiner Gruppe zu den Pfadfindern. Der Österreichische Pfadfinderbund war damals die beinahe einzige weitgehend unabhängige Jugendorganisation. Dieser Wechsel zu den als „bürgerlich“ verschrienen Pfadfindern war ideologisch sicher ein Bruch und wurde in der Tradition der Roten Falken, die sich sehr bewusst „zur kämpfenden Arbeiterklasse“ bekannten, eigentlich als „Schmach und Schande“ angesehen. In der politischen Notsituation war der Wechsel aber vielleicht doch verständlich, weil nur so die Gruppe zusammenbleiben konnte und weil es doch nach Programm und Lebensstil auch viele Gemeinsamkeiten mit der Pfadfinderschaft gab. Insbesondere interessierte ihn die Umsetzung der Baden Powell’sche Pfadfinderidee im Bereich des Verhaltens am Wasser bemüht hatte („Flusspfadfinder“). Der Krieg unterband zunächst eine Weiterführung dieser Arbeit und als 1938 nach dem sogenannten Anschluss an das Deutsche Reich auch die Pfadfinderschaft verboten wurde, reduzierten sich die Treffen zunächst weitgehend auf gelegentliche persönliche Kontakte. Im Jahr 1944 wurde die Pfadfindergruppe illegal in Muckendorf/Donau wieder gegründet. Die frühere Verbindung zu den Roten Falken war aufgegeben. Im Jahre 1950 wurde Koenig bei den Pfadfindern zum Feldmeister und zugleich zum Referenten für „Rover und Führerschule“ ernannt, 1953 und 1957 wurde er zum „Kommissär für Rover“ gewählt. 1959 hat er sich nicht mehr zur Wahl gestellt. Wegen dieser Kontakte waren Pfadfinder-Freunde auch Begleiter und Helfer bei dem Aufbau der Biologischen Station Wilhelminenberg (ab 1. Oktober 1945), dem späteren (seit 12. Januar 1967) „Institut für Vergleichende Verhaltensforschung der Österreichischen Akademie der Wissenschaften“. Er leistete einen wertvollen Beitrag zur Pädagogik der älteren Pfadfinder (Rover), deren Grundkonzept gegenüber dem der Kinder und Jugendlichen erheblich weniger wirkungsvoll war. Das von Koenig vorgeschlagene Ziel der Heranführung jedes Mitgliedes in der Altersstufe über 17 Jahren wurde allerdings bedauerlicherweise schon bald wieder aufgegeben.
Ihn selbst faszinierte an der Pfadfinderei die Verbindung von Erlebnissen, persönlicher Bewährung, Möglichkeit des inneren Wachstums und der Reifung, weiters die in der selbst geführten Kleingruppe erlebte Gemeinschaft, die sich in ein Ganzes einfügte, wovon die Tracht zeugte, nicht zuletzt aber auch die Verbindung von Autorität und Partnerschaft. Diese Erfahrungen flossen in die von ihm später formulierte Kulturethologie ein, zeigten sich aber auch schon in seinen Ausführungen in der Fernsehsendereihe Rendezvous mit Tier (und Mensch).

## Volksbildung
Die Weiterführung der Ausbildung der Mitarbeiter im Österreichischen Pfadfinderbund, die Koenig anregte, erfolgte in Verbindung mit seiner Verankerung in der Volksbildungsarbeit. Diese kannte er durch die Tätigkeit seines Vaters, der dort neue Wege zu gehen bemüht war (Wiener Volksheim). Otto Koenig jun. suchte neue Möglichkeiten und neue Methoden in die Bildungsarbeit einzuführen, ohne sich unbedingt an das nach dem Krieg in Wien etablierte System der Volksbildungswerke zu binden. Inhaltlich ging es ihm vor allem darum, naturwissenschaftliche Kenntnisse und die Bereitschaft, sich aktiv mit der Natur zu beschäftigen, zu erhöhen, sodann aber auch, bestimmte Motivationen und Verhaltensweisen des Menschen verständlich zu machen. Dazu verwendete er einerseits Vorträge und Exkursionen (auch die Führungen in der Biologischen Station), andererseits Bild, Film und dann Fernsehen.

## Forschungsschwerpunkt Neusiedlersee
Mit etwa 15 begann der Jugendliche, sich den Neusiedler See zu erwandern, verlebte ganze Freizeitwochen im Seegebiet, zeltete im Schilf, war in den Rohrwäldern unterwegs – ohne Mittel und spezielle Geräte –, um zu beobachten, zu erkunden, zu fotografieren und zu notieren. Oft ging er allein, manchmal begleiteten ihn Freunde. Später führte er seine „Roten Falken“- (nach Kriegsende wieder „Pfadfinder“-) Jugendgruppen in sein „Forschungsgebiet“. Schon sehr jung mit reichen Geschichts- und Biologiekenntnissen ausgestattet, entstand eine noch nicht konkrete Vision: Die ornithologische Erforschung des Neusiedler Sees mit Hilfe und unter Einbeziehung freiwilliger interessierter Jugendlicher. Schon 1938 bekam er im Rohrwald des Neusiedler Sees, wo er bei der Einmündung der Wulka nahe Donnerskirchen lagerte, um seine wissenschaftlichen Forschungen weiterzubringen, willkommenen Besuch von einer Paddelgruppe. In Begleitung von Otto Koehler und dessen Königsberger Studenten wollte sein Lehrer Konrad Lorenz einige Exkursionstage im Schilf bei ihm verbringen.

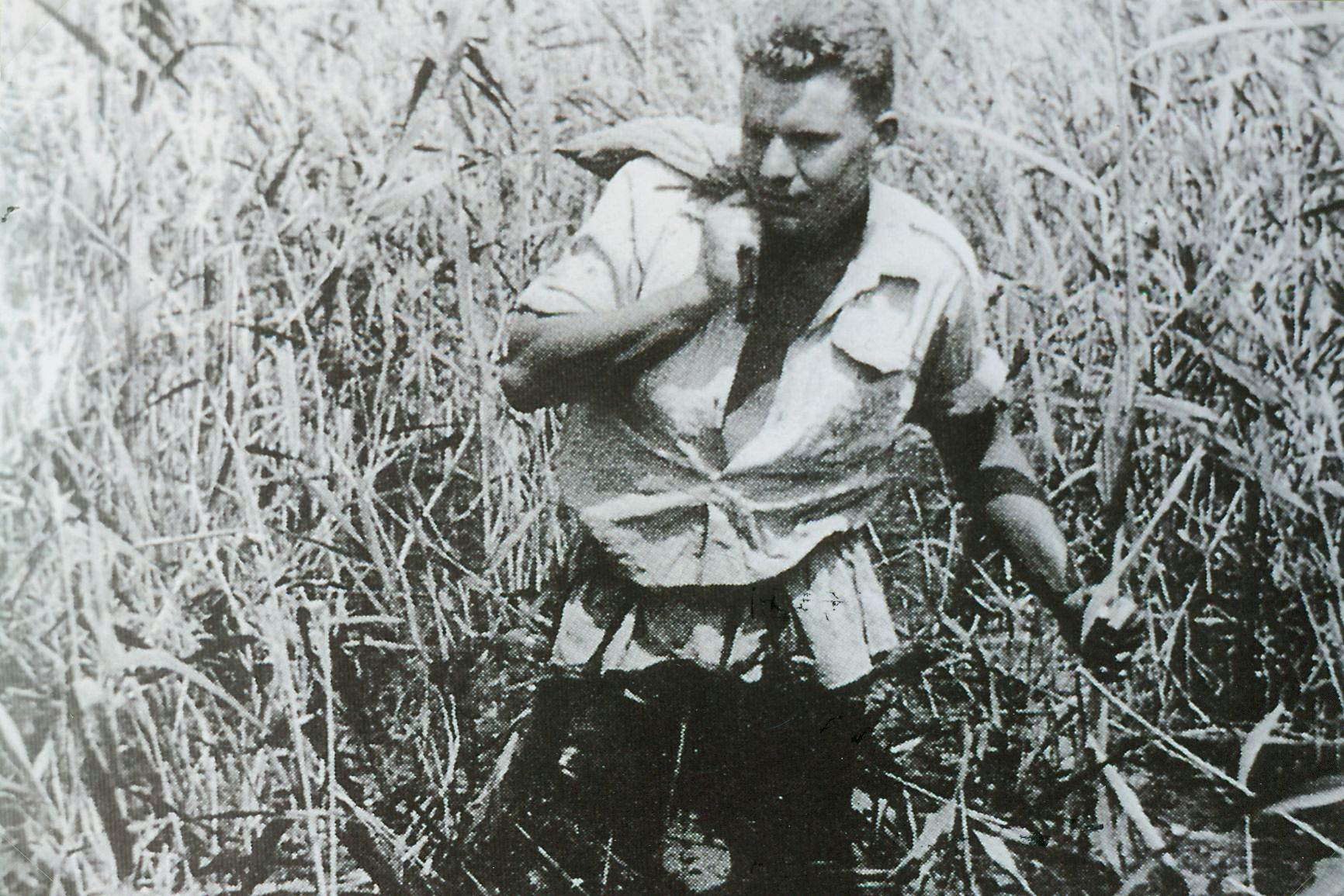
Otto Koenig 1938 Neusiedlersee

1939 entstand Otto Koenigs erstes Buch über den Neusiedler See: „Wunderland der wilden Vögel“ (Gottschammel & Hammer, Wien). In diesem Jahr agierte er zusammen mit dem Ornithologen Friedrich Goethe als wissenschaftlicher Berater bei einem Filmprojekt der UFA über den Neusiedler See. Dem folgte eigenes Filmen im Auftrag des Reichsbundes für Vogelschutz.
Otto Koenigs Kenntnisse über die geologische Entwicklung des Sees, von Plinius noch „Lacus Peiso“ bezeichnet, die Tier- und Pflanzenwelt, die historischen Hintergründe der Region, die Zusammenhänge der Fürstengeschlechter und ihrer Heraldik, waren enorm. Literatur und Museumsbestände waren ihm ebenso geläufig wie Ortsnamen, Trachten und Gebräuche des gesamten burgenländischen Seegebietes. Er kannte sich bestens aus in der Zusammensetzung der Bevölkerung, wusste Bescheid über die „Fremden“, die „Zigeuner“ und Juden, die in verschiedenen Gemeinden ihrer Arbeit nachgingen. Oft saß er mit den Bauern in ihren Stuben zusammen, nachdem er beim Melken oder Fischen geholfen hatte und ließ sich von ihnen erzählen: Geschichten aus ihrem Leben, ihrer Arbeit, über ihre Wahrnehmungen. Ihren Aberglauben hörte er heraus und ihre Ängste.
Der Krieg trennte ihn von seinen Forschungsplätzen nur scheinbar. Seine Kriegsausbildung erhielt er an der Fliegerschule in Neubiberg bei München, wo er die Gelegenheit nutzte, die Ismaninger Speicherseen und deren Feuchtgebiete mit ihrer reichen Säugetier- und Vogelwelt zu erkunden und zu filmen. Er beobachtete, forschte und schrieb auch während des Krieges. 1942 bekam er drei Wochen Sonderurlaub für wissenschaftliche Arbeiten am Neusiedler See, danach wurde er der Hauptbildstelle des Reichsluftfahrtministeriums Berlin zugeteilt. Die Einladung, einen Vortrag über den Neusiedler See zu halten, führte ihn 1943 an die Universität Königsberg, was ihm Kontakte zur Deutschen Ornithologischen Gesellschaft und zum Berliner Zoo ermöglichte; auch traf er den damals schon bekannten Tierfilmer Heinz Sielmann. Die meisten seiner Publikationen schrieb Otto Koenig über den Neusiedler See und seine Tierwelt, unter anderem viele Beihefte zu seinen wissenschaftlichen Filmen. 1959 fanden erste Hubschrauber-Kontrollflüge statt (Österr. Bundesmin. f. Inneres), regelmäßige weitere Kontrollen wurden mit Hilfe des Österr. Bundesmin. für Landesverteidigung geflogen und eine Bildskizze der Rohrwälder erstellt. 1949 erschien sein zweites Neusiedler See-Buch „Weg ins Schilf“, Ullstein, Wien, 1961 „Das Buch vom Neusiedler See“, Morawa, Wien, 1964 ein wunderbarer „Führer rund um den Neusiedler See“ Jugend & Volk, Wien, 1980 eine Wanderkarte „Lebensraum Neusiedler See“ mit ausführlichem Text bei Freytag & Berndt, Wien.
Otto Koenig gründete zahlreiche Forschungsinstitute und war an einigen Gründungsprojekten beteiligt: In Donnerskirchen gründete er sein letztes Forschungsinstitut am See. Schutz und Erhalt des Lebensraumes Neusiedler See war ihm ein großes Anliegen. 1972 stellte er sich mit allen seinen Instituten und in seiner Fernsehsendung aus Protest gegen den Bau einer Brücke über den See gegen die Politik. Das Projekt wurde fallen gelassen.

## Forschungsschwerpunkt Matrei in Osttirol: Klaubaufgehen und Matreier Schützen
1965 verbrachte Otto Koenig mit seiner Frau Urlaubstage in Lienz in Osttirol, wo er einen Maskenschnitzer kennenlernte und dessen Werkstatt besuchte. Die Faszination der aus Holz geschnitzten „Klaubaufmasken“, die in erster Linie für den Gebrauch durch Einheimische während der Krampustage hergestellt werden, ließ ihn sein Leben lang nicht mehr los. Ein erstes Beobachten des Klaubauftreibens im Osttiroler Matrei folgte, 1967 erschien ein Bericht von Otto Koenig im Osttiroler Boten: Klaubaufforschung und Klaubauferleben. Viele weitere Besuche in die Region, auch mit seinen Mitarbeitern, gaben Otto Koenig Gelegenheit, die verschiedenen Maskentypen zu studieren, zu fotografieren und diverse Schnitzer bei der Arbeit zu filmen. Er verglich die Larven mit jenen in Salzburg und Kärnten, sprach selbst von einer „Maskenlandschaft“.

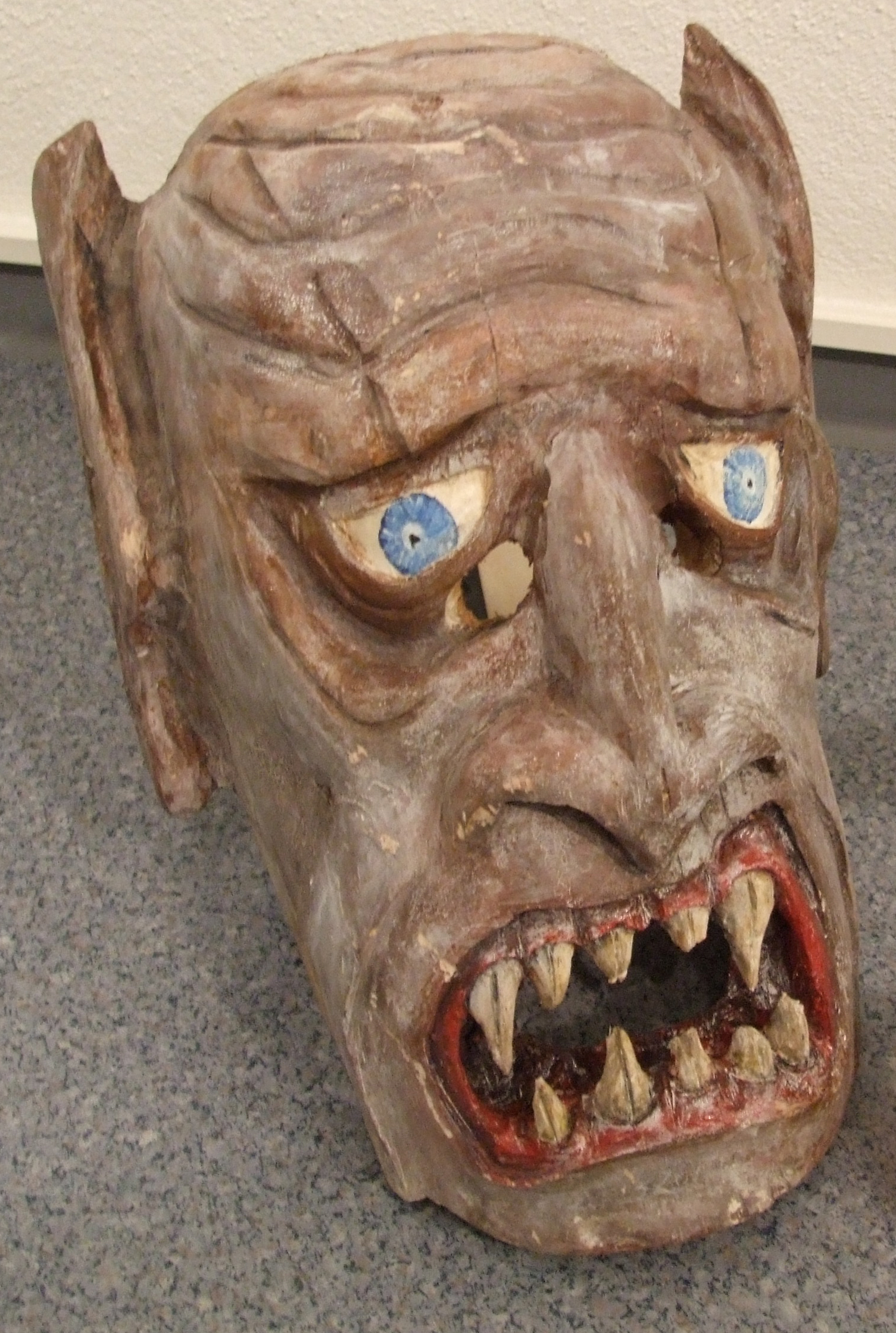
Eine Krampusmaske aus St. Johann in Pongau, Salzburg

Er kaufte unzählige Masken, die später alle in seinen Instituten hingen, in seinen Wohnräumen und vor allem im Wilhelminenberger Institut für Vergleichende Verhaltensforschung der Österreichischen Akademie der Wissenschaften. Es entstanden wertvolle filmische Dokumente über das Maskenschnitzen und Klaubauftreiben vor allem in Matrei, die Otto Koenig zum Teil in seiner langjährigen Fernsehsendung „Rendezvous mit Tier und Mensch“ vorstellte wie auch Persönlichkeiten der Schnitzer, Künstler und Schützen aus Matrei.
Die bereits mehrjährige Zusammenarbeit Otto Koenigs mit Wissenschaftlern verschiedenster Fachbereiche aus Österreich, Deutschland, Holland und der Schweiz führte zur Gründung eines Symposiums, das in Hamburg, Wien und schließlich 1972 erstmals in Matrei in Osttirol stattfand. Ab 1976 etablierte sich die Tagung in erweiterter Form regelmäßig vom 3. bis 7. Dezember als „Matreier Gespräche für interdisziplinäre Kulturforschung“. Die Matreier Gespräche haben bis heute (Stand 2025) Bestand.
Nicht nur das Klaubaufgehen hatte große Anziehungskraft für Otto Koenig. Als ungeheuer kenntnisreicher Geschichts- und Kulturkenner fotografierte und filmte er die Tiroler Schützen bei ihren Festen und Aktivitäten, vor allem bei ihren Zusammenkünften auch die Matreier Schützen. Er kannte jede Tracht der einzelnen Kompanien im Tiroler Land.

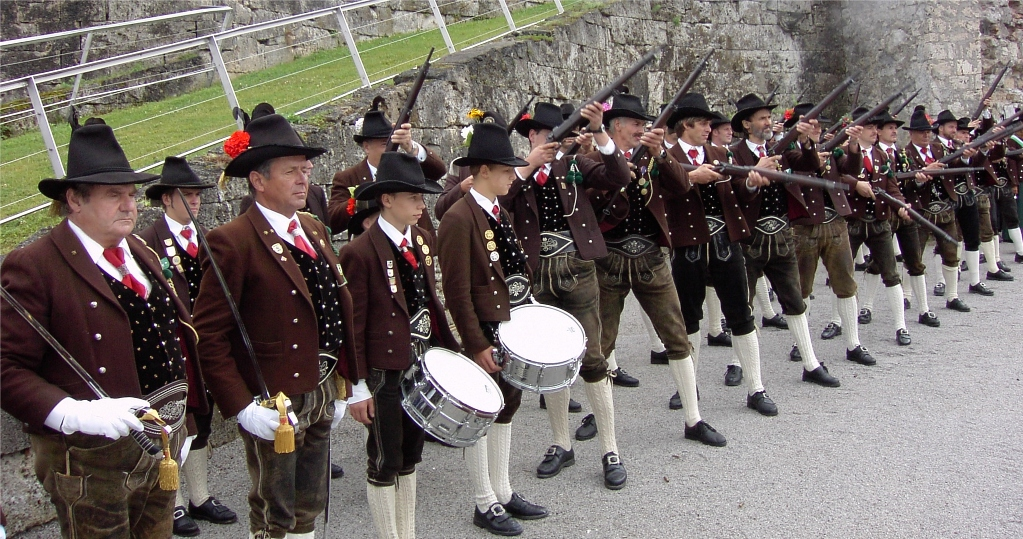
Tiroler Schützenkompanie

1981 entstand erstmals der bis zu seinem Tod von ihm fotografierte „Tiroler Schützenkalender“. Seine zahlreichen Filme über das Matreier Klaubauflaufen sowie auch über das Schützenwesen wurden damals jeweils mit wissenschaftlichem Beiheft in der Encyclopaedia Cinematographica (Institut für den wissenschaftlichen Film) Göttingen deponiert, verwaltet und verliehen.
Durch Otto Koenigs wiederholte Exkursionen mit Mitarbeitern und Gästen, die ihn nicht nur immer wieder nach Matrei und zu den entlegensten Berghöfen der Umgebung führten, weiter in sämtliche Osttiroler Täler, wo er das Klaubauftreiben in seiner jeweils regional-speziellen Form beobachtete und filmte, lernte er die Bevölkerung und ihre Bauern bzw. Wirtsstuben kennen. Er schätzte die künstlerischen Begabungen vieler Osttiroler, ihre Malerei, Holz- und Metallgestaltung und ihre Musik. Sein Andenken wird besonders von der älteren Generation der Ortsbewohner Matreis noch hoch gehalten.
Otto Koenig machte durch seine Filme und Fernsehsendung vor allem das Matreier Klaubaufbrauchtum bekannt, dem eine besondere Dynamik anhaftet. Der aus wissenschaftlicher Sicht nicht so günstige Effekt war, dass die Masken in den Folgejahren immer größer und repräsentabler wurden, die Fellkleidung prächtiger. Diese Veränderungen wurden gemacht um die Masken „medienwirksamer“ zu machen. Es kam ja auch einige Mal das Fernsehen, um das Laufen vor Ort zu filmen.
Die Eröffnung der jährlichen „Matreier Gespräche“ am 3. Dezember war noch zu Lebzeiten Otto Koenigs ein Ritual. Im festlichen Saal eines schönen Matreier Gasthofes am Hintermarkt, wo auch alle Teilnehmer während der Tagung gemeinsam wohnten, versammelten sich die Gäste, die Wissenschaftler und Mitarbeiter. Unter ihnen glänzten die Festtagstrachten der Tiroler Schützen, standen Marketenderinnen und die Vertreter der Marktgemeinde, ein buntes eindrucksvolles Bild. Der Abend begann stets mit einem musikalischen Vortrag einer der zahlreichen Stubenmusik- oder Sängergruppen.

## Fernsehen
Mit seinen ORF-Sendungen, die von 1956 bis zu seinem Tod im Jahr 1992 unter verschiedenen Titeln liefen (anfangs Wunder der Tierwelt, später Rendezvous mit Tieren, zuletzt Rendezvous mit Tier und Mensch), wurde der passionierte Bart- und Khakiträger in ganz Österreich bekannt. Zunächst wurde in improvisatorisch eingerichteten Studios in Wien-Meidling gedreht, später in den neuen ORF-Studios auf dem Küniglberg in Wien XIII. In dieser Sendung brachte er Naturschutz, aber auch österreichische Traditionen und Kulturen einer breiten Öffentlichkeit nahe. Den Verlauf der technischen Entwicklung der menschlichen Zivilisation sah er allerdings zunehmend pessimistisch. Bei der Einstellung der Sendung war dies die am längsten ausgestrahlte Fernsehserie der Welt und später noch die längste gleichbleibende Sendung im deutschen Sprachraum.
Ohne schriftliche Anhaltspunkte stand Otto Koenig in der Kulisse des Studios und trug vor. Er war einer der letzten Moderatoren, die das so noch konnten – und durften. Es gab lediglich ein locker mit der Regie abgesprochenes und nach Otto Koenigs Vorgaben erstelltes meist einmal durchgeprobtes Ablaufblatt, das sich im Ernstfall – es handelte sich bis in die 70er Jahre meist um Livesendungen – nicht selten veränderte, weil Koenigs Spontaneinfälle von der ganzen überraschten Crew erfasst und umgesetzt werden mussten. Seine Ideen für die aktuelle Sendung waren oft nicht älter als zwei Tage. Mitunter setzte er Himmel, Hölle und viele seiner Mitarbeiter in Bewegung, um an spezielle Präsentationsobjekte, Tiere und auch Gäste zu kommen, was verständlicherweise Erschöpfungszeichen in seinem Umfeld auslöste, die er selbst niemals zeigte und demnach auch nicht verstand. Es kam vor, dass zwei Sendungen hintereinander im Voraus aufgenommen wurden, was beträchtlichen Aufwand, Konzentration und viel Personal verlangte. Besondere Wichtigkeit hatten die von Otto Koenig und seinen Assistenten gedrehten 16mm-Filme, deren mindestens einer in den Sendungsablauf eingespielt wurde. Die monatliche Fernsehreihe kam gut an, hatte beste Einschaltquoten. Erst lief sie lange Zeit im Hauptabendprogramm, später in den 80er Jahren im Vorabendprogramm. Einige Male wurde direkt im Institut auf dem Wilhelminenberg gedreht, was Hektik für den Tagesablauf der Mitarbeiter, vor allem aber für die im Institutsgelände in großen Volieren untergebrachten Tiergruppen bedeutete, weil unendlich viele Kabel sich durch das Institut zogen, Scheinwerfer strahlten und Fremde durchliefen, rein gar nichts mehr den ruhigen Betrieb garantierte und die ganze menschliche wie tierische Belegschaft aufatmete, wenn wieder Alltag einzog, der mit täglichen Überraschungen abwechslungsreich genug war. Otto Koenig baute seine Sendungen allein mit Hilfe seiner Vorstellung auf, wenige Vorgespräche mit Gästen und Mitarbeitern fanden statt, er selbst machte nie Notizen oder gar ein schriftliches Konzept. Doch es gab kaum Pannen, sieht man davon ab, dass manche durch Scheinwerfer irritierte Vögel oder Säugetiere ins technische Gestänge der großen Studiohallen flüchteten, von wo sie mühsam aus verschiedenen Winkeln und Höhen wieder eingesammelt werden mussten. Otto Koenig brachte immer lebende Tiere mit, die er vorstellte; über ihre Bedürfnisse und Pflege sprach er, was sich zur Haltung eignete oder nicht. Er führte in der Sendung Gespräche mit Gästen aus Wissenschaft und Politik. Einschlägige Bücher wurden vorgestellt, auf Naturschutzprojekte hingewiesen, Bedrohungen aufgezeigt.
Die Sendung war beliebt und lange Zeit das finanzielle Fundament des Instituts. Die „Wilhelminenberger Fernsehkulisse“ war stets gleich und ohne große Effekte. Einige Blickpunkte bildeten die Tiere oder auch kulturelle Gegenstände, immer waren kleine Gruppen von Zinnsoldaten, die Otto Koenig liebte und sammelte, mit in der Deko.

## Naturschutz
Als genauer Beobachter von Ökosystemen wusste Otto Koenig genau über den Einfluss menschlichen Handelns auf die Natur Bescheid. Er setzte sich für den Erhalt von Naturräumen ein, sowie für die Wiederbesiedlung durch regional ausgestorbene oder seltene Tierarten, wie beispielsweise die Großtrappe im Seewinkel. Er machte sich insbesondere für den Schutz der Fauna und Flora am Neusiedler See stark.

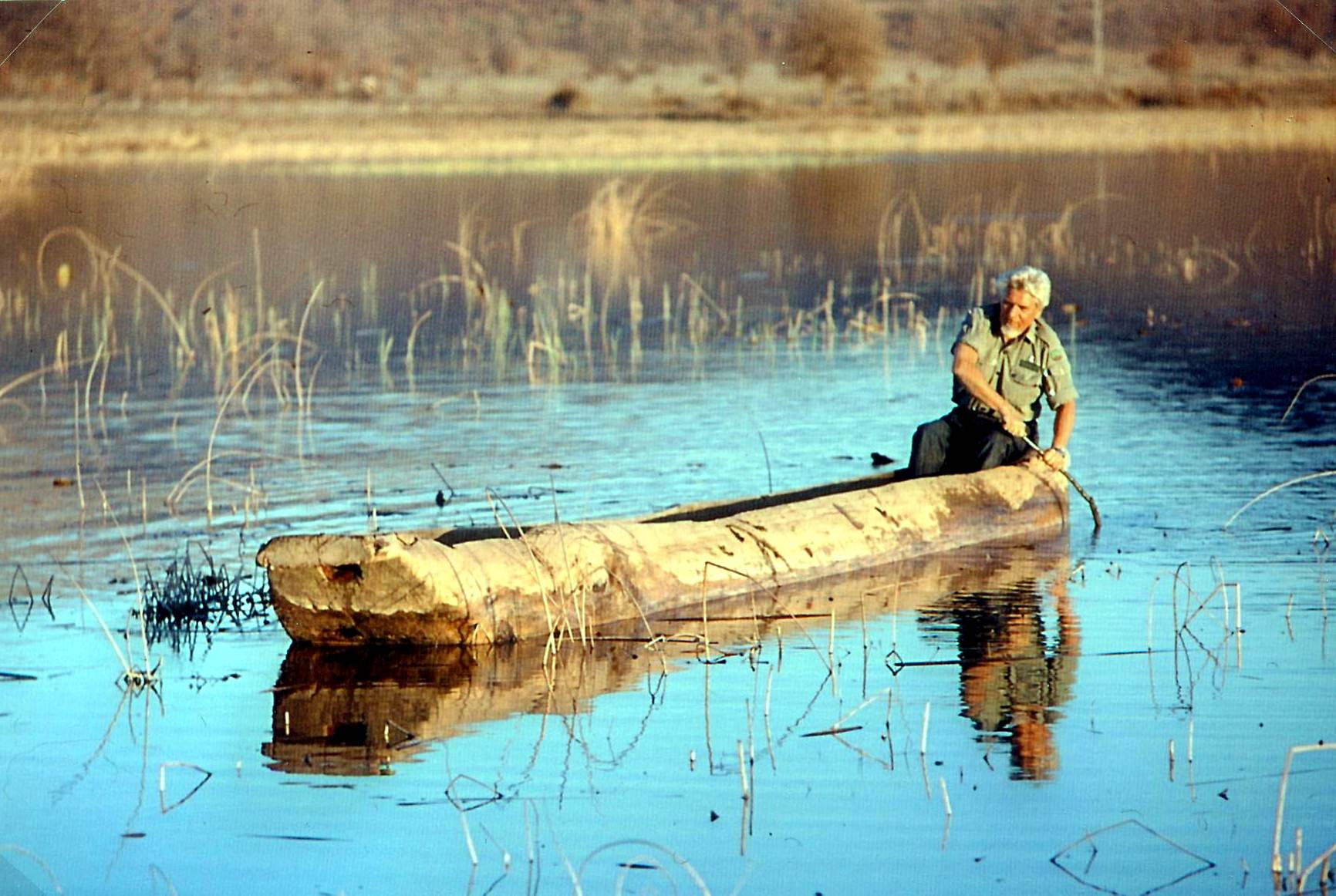
Otto Koenig in einem Einbaum, Jahr 1972

Im Rahmen der Debatte um Donaukraftwerke prägte Otto Koenig die Bezeichnung „Lebensraum aus zweiter Hand“. Diese Bezeichnung wurde immer wieder falsch als „Natur aus zweiter Hand“ zitiert: Ein eigentlich offensichtlicher Fehler, da der Mensch zwar Lebensräume, nicht aber die Natur gestalten kann. Organismen sei es egal, argumentierte Koenig, wie ein Lebensraum entstanden ist, solange er nur die Bedingungen erfülle, die der Organismus zum Leben brauche. Er bezog die Position, dass rein konservierender Naturschutz nicht alle Probleme im Spannungsfeld Natur-Technik-Kultur lösen kann, und stand den Kraftwerken an der Donau nicht grundsätzlich negativ gegenüber. Er vertrat den Standpunkt, dass Wasserkraft eine ökologische Energiequelle sein könne, wenn die damit verbundenen Baumaßnahmen Rücksicht auf die Natur nehmen würden. Jedes Bauvorhaben sollte von Ökologen begleitet werden, um zu gewährleisten, dass möglichst wenig natürliche Lebensräume zerstört würden und neue Ausweich-Lebensräume geschaffen würden. Damit nahm er einen Standpunkt ein, mit dem sich viele Umweltschützer, unter ihnen auch Konrad Lorenz, damals nicht identifizieren konnten. Sie warfen ihm auch die Nähe zu den stromerzeugenden Betrieben vor, die seine Forschungsinstitute finanziell unterstützten. Rückblickend betrachtet war Otto Koenig damit seiner Zeit um Jahrzehnte voraus: Seine Vision und Forderung ist heute in der verpflichtenden Umweltverträglichkeitsprüfung für alle größeren Bauvorhaben verwirklicht.

## Forschung: Von der Ethologie zur Kulturethologie
Otto Koenig war ein Verhaltensforscher mit breitem Interessenshorizont. An den Forschungsinstituten wurden viele verschiedene Tierarten gehalten, gezüchtet und wissenschaftlich beobachtet. Am Beginn eines Forschungsprozesses stand für Otto Koenig immer die Erstellung eines Ethogrammes, also die möglichst vollständige und objektive Beschreibung aller Verhaltensweisen eines Tieres. Dies kann nur glücken, wenn der Forscher mit den Tieren in deren Lebensraum lebt, wie es Otto Koenig beispielsweise am Neusiedlersee gemacht hat. Oder aber, wenn das Tier unter möglichst naturnahen Bedingungen gehalten wird. In diesem Zusammenhang sprach Otto Koenig auch von der Öko-Ethologie, um hervorzuheben, dass das Verhalten eines Tieres nur im Zusammenhang des umgebenden Ökosystems verstanden werden kann. Daneben interessierte er sich auch für die Beziehung von Tieren und Menschen. Durch seine Fernsehsendungen und Vorträge vor Heimtierhaltern war er für viele Österreicher erste Ansprechperson, wenn es um Fragen der Tierhaltung ging. Auch das Verhalten von Menschen war für ihn immer von Interesse, wobei er in diesem Forschungsgebiet, der Humanethologie, nicht so systematisch vorging wie sein Schüler Irenäus Eibl-Eibesfeldt, der die Humanethologie begründete. Otto Konig untersuchte eher das Spannungsfeld Mensch-Natur und Mensch-Kultur. Dies führte ihn unweigerlich zu Themen des Naturschutzes und der Kulturethologie.
Die Entwicklung der Kulturethologie darf als die größte wissenschaftliche Leistung Otto Koenigs bezeichnet werden. Die Kulturethologie ist sicher eine der anthropologisch aufschlussreichsten Erweiterungen der Evolutionstheorie Darwins und insoweit eine Entdeckung von höchstem wissenschaftsgeschichtlichen Rang. Konrad Lorenz hat dieses neue Feld der Ethologie, d. h. der Vergleichenden Verhaltensforschung, als so bedeutsam angesehen, dass er die Kulturethologie zum zentralen Gegenstand seiner Nobelpreisrede von 1973 gemacht hat.

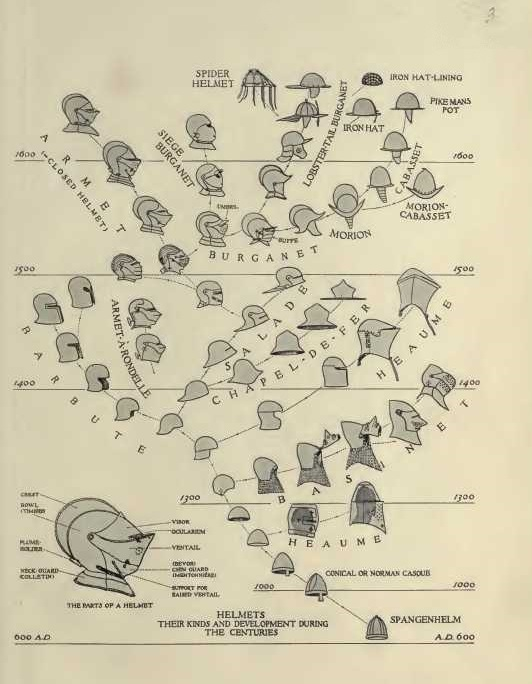
Bashford Dean hat die Entwicklung von Helmen in einem Stammbaum dargestellt, der analog zu einem Stammbaum in der Evolution gesehen werden kann

Otto Koenig hatte in seiner Arbeit von 1970 am Beispiel der Uniformgeschichte gezeigt, dass offensichtlich viele Gesetzmäßigkeiten, wie sie aus der biologischen Evolution bekannt sind und aus denen sich die spezifische Physiologie und das Verhalten der Organismen erklären lassen, auch im Kulturbereich gelten und deswegen auch hier helfen können, Zusammenhänge, Funktionen und Entwicklungsverläufe besser zu verstehen. In der umfangreichen Arbeit von 1975 (Urmotiv Auge. München) hat Koenig seine Untersuchungen von 1970 erheblich erweitert.
Koenig versteht die Kulturethologie als „eine spezielle Arbeitsrichtung der allgemeinen Vergleichenden Verhaltensforschung (Ethologie), die sich mit den ideellen und materiellen Produkten (Kultur) des Menschen, deren Entwicklung, ökologischer Bedingtheit und ihrer Abhängigkeit von angeborenen Verhaltensweisen sowie mit entsprechenden Erscheinungen bei Tieren vergleichend befaßt“. Kultur wird von Otto Koenig als die lernabhängige Einpassung eines Organismus, gleich ob Tier oder Mensch, an die jeweilige Umwelt ausgelegt. Dabei ist es zunächst sekundär, ob es sich bei der beobachteten ‚Kultur‘ um erlernte Techniken wie den Nestbau der Vögel, den Werkzeuggebrauch von Menschenaffen handelt oder um Formen menschlicher Kultur von einfachen Techniken des Überlebens (Nahrungserwerb, Kleidung, Wohnungsbau) bis zu hochdifferenten Formen von Technik, Wissenschaft, Kunst, rechtlichen Regelungen des Zusammenlebens und von weltanschaulichen/religiösen Interpretationen.
Ansätze zu einer Kulturethologie finden sich, ohne dass allerdings diese Bezeichnung benutzt wird, schon vor Otto Koenig. Dies zeigt sich besonders in der bereits 1878 in Wien erschienenen Arbeit von Emanuel Herrmann über die „Naturgeschichte der Kleidung“. Zeitgleich arbeitete Bashford Dean. Später hat Bernhard Rensch in „Homo sapiens“ (1. Aufl. 1959; 2. Aufl. 1965) in einem gesonderten Abschnitt die „Gesetzlichkeiten der Kulturentwicklung“ behandelt und dabei 14 unterschiedliche Verlaufsformen – analog zur biologischen Evolution – benannt (1965, S. 117–128). Aber Otto Koenig darf gleichwohl als Begründer der Kulturethologie gelten. Er übertrifft Herrmann an systematischem Anspruch und Ideenreichtum und den weitgehend nur skizzierenden Bernhard Rensch an der Fülle empirischer Belege.
Um die Erforschung des Forschungsansatzes zu intensivieren, hat O. Koenig 1972 die interdisziplinären „Matreier Gespräche“ gegründet, die seit 1976 in jährlicher Abfolge stattfinden. Die Ergebnisse dieser Gespräche werden regelmäßig publiziert. Eine zusammenfassende Darstellung der Grundlagen der Kulturethologie und Beispiele ihres Untersuchungsfeldes ist 1994 erschienen.

## Publikationen

### Bücher
- 1939 Wunderland der wilden Vögel. 99 S., davon 54 Seiten bebildert. Gottschammel und Hammer. Wien.
- 1946 Briefe aus dem Süden. 133 S., 82 Bildtafeln, viele Zeichnungen. Scholle Verlag, Wien.
- 1949 Weg ins Schilf, Erlebnisse mit Tieren. 181 S., 48 Bildtafeln. Ullstein Verlag, Wien.
- 1952 Auf sonnigen Straßen. Erlebnisse mit Tieren und Menschen in Italien. 206 S., 16 Bildtafeln, viele Zeichnungen. Büchergilde Gutenberg, Wien.
- 1961 Das Buch vom Neusiedler See. 284 S., 96 Bildtafeln. Wollzeilen Verlag, Wien.
- 1962 Kif-Kif. Menschliches und Tierisches zwischen Sahara und Wilhelminenberg. 239 S., 40 Bildtafeln. Wollzeilen Verlag, Wien.
- 1964 Führer rund um den Neusiedler See. 135 S., 12 Bildtafeln. Verlag Jugend & Volk, Wien und München.
- 1965Rendezvous mit Tieren. 263 S., 32 Bildtafeln, viele Zeichnungen. Wollzeilen Verlag, Wien.
- 1970 Kultur und Verhaltensforschung. Einführung in die Kulturethologie. Mit einem Vorwort von Konrad Lorenz. 290 S., 58 Bildtafeln. dtv, München.
- 1971 Das Paradies vor unserer Tür. Ein Forscher sieht Tiere und Menschen. 447 S., 48 Bildtafeln, viele Zeichnungen. Molden, Wien.
  - Schwedisch: Paradiset utanför dörren. Morstedt, Stockholm 1972.
  - Französisch: Un paradis a notre porte. Flammarion, Paris 1973
- 1974 Rendezvous mit Tier und Mensch. 207 S., 64 Farbtafeln, viele Schwarzweißbilder und Zeichnungen. Molden, Wien.
- 1975 Urmotiv Auge. Neuentdeckte Grundzüge menschlichen Verhaltens. 556 S., 766 teils farbige Bilder, 162 Zeichnungen. Piper, München und Zürich.
- 1981 Tier und Mensch. Tiere halten, pflegen, kennenlernen. Mit Beiträgen von Mitarbeitern. 616 S. Verlag Jugend & Volk. Wien und München.
- 1981 Wissenschaft und Volksbildung, Möglichkeiten und Methoden der Popularisierung. 156 S. Reihe „Pädagogik der Gegenwart“, 502. Verlag Jugend & Volk, Wien und München.
- 1983 Verhaltensforschung in Österreich – Konrad Lorenz 80 Jahre. Mit Beiträgen anderer Autoren. 528 S., 56 Bildtafeln, viele Zeichnungen. Ueberreuter Wien und Heidelberg.
- 1983 Klaubauf-Krampus-Nikolaus. Maskenbrauch in Tirol und Salzburg. 23 S., 60 Farbtafeln. Tusch-Varia, Wien.
- 1984 Tiroler Schützen. 23 S., 60 Farbtafeln. Tusch-Varia, Wien.
- 1989 Tiroler Tracht und Wehr. Schützenkompanien aus dem Blickwinkel der Vergleichenden Verhaltensforschung. 231 S., davon 112 Farbtafeln. Verlag Jugend & Volk, Wien und München.
- 1990 Naturschutz an der Wende. 234 S., 16 Farbtafeln. Verlag Jugend & Volk, Wien und München.
- 1991 Beim Menschen beginnen. Otto Koenig im Gespräch mit Kurt Mündl. 207 S., 16 Bildtafeln. Verlag Jugend & Volk, Wien und München.

### Beiträge in Zeitschriften
- 1937 Aus einem kleinen Paradies. Hain (Zeitschrift des Österreichischen Naturschutzbundes), Folge 2, S. 18–20.
- 1937 Die Vogelwelt am Neusiedler See (Burgenland). Österreichische Wochen, Nr. 48, S. 6.
- 1939 Porträt und Kunstlicht. Der Lichtbildner, Jg. 34, S. 329–336.
- 1939 Familienleben in Schilf und Rohr. Frau und Mutter. 2. Maiheft, S. 13.
- 1939 Rallen im Sumpf. Blätter für Naturkunde und Naturschutz, S. 172–175.
- 1939 Makrofotografie unter Wasser. Der Lichtbildner, Jg. 35. H. 6, S. 6,10.
- 1943 Rallen und Bartmeisen. Niederdonau – Natur und Kultur, H. 25, S. 5–63, Tafeln I-XIl.
- 1946 Ornithologische Nachkriegsbeobachtungen am Neusiedler See. Aquila, LI–LIV, S. 96–98.
- 1946 Verstandesleistungen bei Scheibenbarschen. Umwelt, Jg. 1, H. 1, S. 22.
- 1946 Biologische Station Wilhelminenberg – Gestaltung einer Idee. Die Bastei, Jg. 1, H. 10, S. 28 f.
- 1947 Anormales Verhalten bei Pterophyllen. Umwelt. Jg. 1, H. 2, S. 64 f.
- 1947 Die Psyche des Menschen. Umwelt, Jg. 1, H. 2, S. 87.
- 1947 Neue Wege in der Aquarientechnik. Umwelt. Jg. 1, H. 2, S. 88 f.
- 1947 Kleine Geschichten um ein Reh. Umwelt, Jg. 1, H. 3, S. 128 f.
- 1947 Grundsätzliches zu Tierfang, Tierhandel. Tierhaltung. Umwelt, Jg. 1, H. 3, S. 134 f.
- 1947 Biologie und Schule. Umwelt. Jg. 1, H. 3.S. 138 f.
- 1947 Urform und Entwicklung des menschlichen Imponiergehabens. Umwelt. Jg. 1, H. 4, S. 180 f.
- 1947 Imkerei und Naturschutz. Umwelt, Jg. 1, H. 4, S. 187.
- 1947 Aufzucht von Putenküken. Umwelt. Jg. 1, H. 4, S. 187.
- 1947 Vom Wesen der Vereine. Umwelt, Jg. 1, 1–1.4, S. 191.
- 1947 Das Verhalten der Bartmeise. Umwelt, Jg. 1, H. 5, S. 220.
- 1947 Vögel im Rohrwald. Umwelt, Jg. 1, H. 6, S. 256–258.
- 1947 Säugetiere am Neusiedler See. Umwelt. Jg. 1, H. 6, S. 262 f.
- 1947 Aufzucht von Vögeln in freier Wildbahn. Umwelt. Jg. 1, H. 6, S. 268.
- 1947 Bei uns und anderswo. Umwelt, Jg. 1, H. 6, S. 269.
- 1947 Brutpflege-Beobachtungen an Makropoden. Umwelt, Jg. 1, H. 7, S. 289.
- 1947 Einbürgerung ausländischer Säuger. Umwelt, Jg. 1, H. 10, S. 400 f.
- 1948 Umwelt und Verstand. Umwelt, Jg. 2, H. l, S. 4 f.
- 1948 Bewegungsweisen von Pantoffeltierchen in natürlicher Umwelt. (Gemeinsam mit F. Haiderer, R. Kirchshofer, L. Koenig, K. Palat.) Umwelt, Jg. 2, H. 2, S. 1–4.
- 1948 Gestalt und Leistung. Umwelt, Jg. 2, H. 3, S. 12–14.
- 1948 Schema Artgenosse. Umwelt, Jg. 2, H. 3, S. 14 f.
- 1949 Über die Schädlichkeit der Reiherarten. Österreichs Weidwerk, H. 12, S. 113 f.
- 1949 Reiher. Frohes Schaffen XXIII, S. 204–214. Verlag Jugend & Volk, Wien.
- 1950 Zucht der Bartmeise in Gefangenschaft. Zoologische Informationen, Nr.  2, S. 1.
- 1950 Beitrag zur Fortbewegung der Eidechsen. Zoologische Informationen, Nr.  2, S. 2.
- 1950 Beobachtungen über die Bedeutung der Bankiva-Kükenzeichnung. Zoologische Informationen, Nr.  3, S. 3 f.
- 1951 Das Aktionssystem der Bartmeise (Panurus biarmicus L.), Teil 1. Österreichische Zoologische Zeitschrift, Bd. III, S. 1–82.
- 1951 Das Aktionssystem der Bartmeise (Panurus biarmicus L.), Teil 2. Österreichische Zoologische Zeitschrift, Bd. III, S. 247–325.
- 1952 Ökologie und Verhalten der Vögel des Neusiedlersee-Schilfgürtels. Journal für Ornithologie, Bd. 93, S. 207–289.
- 1952 Erlebnis mit einer Zwergrohrdommel. Du (Schweizerische Monatsschrift), Jg. 12, H. 10, S. 21–27.
- 1953 Individualität und Persönlichkeitsbildung bei Reihern. Journal für Ornithologie, Bd. 94, S. 315–341.
- 1953 Die biologischen Grundlagen des Symbolbegriffes. Studium Generale, Jg. 6, S. 184–194.
- 1954 Tierkinderpsychologie – ein neuer Forschungszweig. Kontinente, Jg. 8, S. 16–21.
- 1956 Tierkinder und Kinderpsychologie. Du (Schweizerische Monatsschrift), Jg. 16, H. 4, S. 47–50.
- 1957 Neue Wärmestrahler für die Tierhaltung. Mitteilungen aus der Biologischen Station Wilhelminenberg, Nr.  1, S. 1–8.
- 1957 Werden und Wesen des Menschen aus der Perspektive der Vergleichenden Verhaltensforschung. Mitteilungen der Anthropologischen Gesellschaft in Wien, Bd. 87, S. 87–90.
- 1957 Erfahrungen mit Korallenfischen. Die Aquarien- und Terrarien-Zeitschrift (DATZ), Jg. 10, S. 156–158.
- 1958 Beobachtungen am Textorweber. Die gefiederte Welt, Jg. 82, S. 101–103.
- 1958 Tiergärtnerei. Der Anblick, Jg. 13, S. 69 f.
- 1959 Ein Beitrag zur Fortpflanzungsbiologie von Dascyllus trimaculatus. Die Aquarien- und Terrarien-Zeitschrift (DATZ), Jg. 11, S. 107–111.
- 1959 Die Pflege von Kolibris und Nektarvögeln in Gefangenschaft. Die Gefiederte Welt, Jg. 14, S. 116–163.
- 1959 Die ökologische Einpassung der Schreitvögel des Neusiedler-Sees. Landschaft Neusiedler See, Wissenschaftliche Arbeiten aus dem Burgenland, H. 23, S. 181–184.
- 1959 Die Biologische Station Wilhelminenberg. Mitteilungen aus der Biologischen Station Wilhelminenberg, Nr. 2, S. 3–40.
- 1959 Die Haltung von Riesenaktinien und Korallenfischen. Mitteilungen aus der Biologischen Station Wilhelminenberg, Nr. 2, S. 60–67.
- 1959 Der Mensch zwischen Steinzeit und Heute. Mitteilungen aus der Biologischen Station Wilhelminenberg, Nr. 2, S. 76–81.
- 1960 Beitrag zur Methodik der Ansiedlung und Einbürgerung verschiedener Tierarten. Der Anblick, H. 3/4, S. 4.
- 1960 Kreuzung zwischen Stockente (Anas platyrhynchos) und Kolbenente (Netta rufina). Wissenschaftliche Informationen, in: Die Pyramide, Jg. 8, S. 17.
- 1960 Geiß von Antilope cervicapra in einem Jahr zweimal trächtig. Wissenschaftliche Informationen, in: Die Pyramide, Jg. 8, S. 17.
- 1960 Verhaltensuntersuchungen an Anemonenfischen. Wissenschaftliche Informationen, in: Die Pyramide, Jg. 8, S. 52–56.
- 1960 Platzen von Blutkielen bei Kälte. Wissenschaftliche Informationen, in: Die Pyramide, Jg. 8., S. 56.
- 1960 Beobachtungen zum Nahrungserwerb des Nachtreihers (Nycticorax nycticorax). Wissenschaftliche Informationen, in: Die Pyramide, Jg. 8, S. 80.
- 1960 Zeichnungsänderung bei Glühkohlenfischen (Amphiprion ephippium). Wissenschaftliche Informationen, in: Die Pyramide, Jg. 8, S. 115.
- 1960 Neue Wege zur Erforschung der Reiherkolonien des Neusiedler Sees. In: Burgenländische Heimatblätter. Jg. 22, S. 15–22, zobodat.at [PDF]
- 1961 Über Besiedlungsdichte und Nestfeinde in einem Zwergrohrdommel-Brutgebiet. Wissenschaftliche Informationen, in: Die Pyramide, Jg. 9, S. 23 f.
- 1961 Beringung von Reihern und Löfflern im Rohrwald. Wissenschaftliche Informationen, in: Die Pyramide, Jg. 9, S. 24–26.
- 1961 Reiherschutz. Wissenschaftliche Informationen, in: Die Pyramide, Jg. 9, S. 170.
- 1961 Flugkontrolle von Reiherkolonien. Wissenschaftliche Informationen, in: Die Pyramide, Jg. 9, S. 170–172.
- 1961 Probleme tierischer Verständigung. Schriften des Vereines zur Verbreitung naturwissenschaftlicher Kenntnisse in Wien, Vereinsjahr 1960/61, S. 149–173.
- 1962 Steinzeitjäger unterwegs. Liewers-Post, S. 22–24.
- 1962 Über die langen Schwänze von Hahnschweifwidah und Paradieswitwe. Wissenschaftliche Informationen, in: Die Pyramide, Jg. 10, S. 23 f.
- 1962 Weiße Rauchschwalben. Wissenschaftliche Informationen, in: Die Pyramide, Jg. 10, S. 72.
- 1962 Die Gefangenschaftshaltung des Quetzals (Pharomacrus mocinno). Wissenschaftliche Informationen, in: Die Pyramide, Jg. 10, S. 74 f.
- 1962 Das „Spielen“ der Rüsselfische. Wissenschaftliche Informationen, in: Die Pyramide, Jg. 10, S. 75 f.
- 1962 Ungewöhnliches Nistmaterial. Wissenschaftliche Informationen, in: Die Pyramide, Jg. 10, S. 170.
- 1962 Brachschwalben am Neusiedler See. Wissenschaftliche Informationen, in: Die Pyramide, Jg. 10, S. 170 f.
- 1962 Der Schrillapparat der Paradieswitwe Steganura paradisaea. Journal für Ornithologie, Bd.  103, S. 86–91.
- 1964 Die Biologische Station Rust. Mitteilungen aus der Biologischen Station Wilhelminenberg, in: Natur und Land, H. 3, S. 1 f.
- 1964 Einige Beobachtungen an zahmem Auerwild. Mitteilungen aus der Biologische Station Wilhelminenberg, in: Natur und Land, H. 4, S. 80 f.
- 1964 Drei Purpurreiher an einem Horst. Mitteilungen aus der Biologischen Station Wilhelminenberg, in: Natur und Land, H. 4, S. 87 f.
- 1964 Naturpark Breitenbrunn. Mitteilungen aus der Biologischen Station Wilhelminenberg, in: Natur und Land, H. 6, S. 137–140.
- 1964 Zwiespalt zwischen Tier- und Naturschutz? Das Tier, Jg. 4, H. 10, S. 3.
- 1967 „Böse Räuber“ unter den Tieren. Das Tier, Jg. 7, H. 6, S. 3.
- 1967 Klaubaufforschung und Klaubauferleben. Osttiroler Bote, Jg. 29, H. 5!, S. 41–43.
- 1968 Biologie der Uniform. Naturwissenschaft und Medizin (N+M), Jg. 5, S. 2–19, S. 40–50.
- 1969 Großtrappen in Niederösterreich. (Gemeinsam mit L. Lukschanderl.) Kulturberichte, Aprilheft, S. 1–8.
- 1970 Das Gemeinschaftsarchiv für Filme aus der Verhaltensforschung. In: Gemeinschaftsarchiv für Filme aus der Verhaltensforschung, Nr. 1, S. 2–6.
- 1970 Triebstauung auf der Autobahn. Deutsche Zeitung/Christ und Welt, Nr. 33, S. 9.
- 1972 Die Auseinandersetzung zwischen Eltern und Kindern. Das Tier, Jg. 12, H. 2, S. 20–27.
- 1972 Die Erde ist nur eine Leihgabe. Das Tier, Jg. 12, H. 3, S. 3.
- 1972 Aufzeichnungen schützen vor Angriffen und vor dem „bösen Blick“. Das Tier, Jg. 12, H. 4, S. 17–20.
- 1976 Mensch, Tier und Pflanze. Natur und Land, Jg. 62, H. 4, S. 93 f.
- 1977 Kolibrihaltung. Die Gefiederte Welt, Jg. 101, H. 10, S. 181–184.
- 1982 Kumulationseffekte im Kulturbereich. Pädagogische Rundschau (St. Augustin), S. 359–366.
- 1982 „Darum bin ich für die Schützen ...“. Tiroler Bauernzeitung, Nr. 7, S. 5.
- 1983 Steinzeitverhalten und industrielle Gesellschaft. 33 Volt (Österreichisches Magazin für Elektronik und Elektrotechnik), Heft Jänner/Februar, S. 30 f.
- 1983 Haltung des Siedelwebers (Philetairus socius). Die Gefiederte Welt, Jg. 107, S. 92–94.
- 1983 Strategien zum Überleben. Tiroler Bauernzeitung Nr. 34, S. 4.
- 1983 Viel Feind, viel Ehr. Tiroler Schützenzeitung, Jg. 7, Nr. 1, S. 1 f.
- 1983 Vorwärts zum Jahr 1920. Politicum (Josef Krainer Haus Schriften), Jg. 4, Märzheft, S. 30.
- 1984 Wesen und Wert der Heimat. Tiroler Schützenzeitung, Festausgabe 1984, S. 39.
- 1989 Uniform. Sams-Informationen, Bulletin des Schweizerischen Arbeitskreises Militär- und Sozialwissenschaften, 13. Jg., H. 1, S. 11–16.
- 1990 Das Osterei aus der Sicht der Kulturethologie. ORF-Nachlese, H. 4, S. 10–13.
- 1990 Die ökologische Funktion der Reiher und Kormorane in Österreich. Öko-Text, H. 1, S. 19–31. Österreichische Gesellschaft für Natur- und Umweltschutz.
- 1990 Jagd und Ökologie. Österreichs Weidwerk, H. 8., 8.33.
- 1991 Wintersonne – Der Einfluß der Sonnenwende auf das menschliche und tierische Verhalten. ORF-Nachlese, H. 1, S. 11–15.
- 1991 Mensch und Computer. Solutions H. 2, S. 8–10.
- 1992 Tier und Mensch. Politikum, Josef Kramer Haus Schriften, H. 53, S. 40 f.

### Weitere Beiträge und Schriften
- 1949 Abenteuer im Rohrwald. In: Der Neusiedlersee, ein Kleinod Österreichs. Verlag Karl Kühne, Wien und Leipzig, S. 255–258.
- 1959 Angeborene Verhaltensweisen und Werbung. Bericht 6. Werbewirtschaftliche Tagung in Wien, S. 94–100.
- 1961 Die Vogelwelt des Neusiedler Sees. In: R. Hansham, Burgenland, Grenzland im Herzen Europas, Verlag R. H. Hammer, Wien, S. 37–45.
- 1961 Hinweise zur Schildkrötenpflege. Merkblatt der Biologischen Station Wilhelminenberg, 4 S.
- 1961 Reiher sind nützlich. Merkblatt der Biologischen Station Wilhelminenberg, 2 S.
- 1969 Verhaltensforschung und Kultur. In: Günter Altner (Hg.), Kreatur Mensch, Moos Verlag, Gräfelfing, S. 57–84.
- 1972 Der Film als wissenschaftliches Publikationsmittel. In: Wissenschaftlicher Film in Forschung und Lehre, 1962–1972. Festschrift der Bundesstaatlichen Hauptstelle für Wissenschaftliche Kinematographie, Wien, S. 67–69.
- 1972 Grundzüge der wissenschaftlichen Arbeiten des Institutes für Vergleichende Verhaltensforschung der Österreichischen Akademie der Wissenschaften. In: 15 Jahre Gesellschaft der Freunde der Biologischen Station Wilhelminenberg, 1957–1972. Gesamtgestaltung der Broschüre und Text S. 14–37, S. 46 f.
- 1973 Bevölkerungswachstum und seine Folgen. In: Neue Ziele für das Wachstum, Piper, München, S. 51–63
- 1974 Blickfang Auge. In: Werbepolitik, Verlag H. Böhlaus Nachf., Wien, Köln, Graz, S. 89–103.
- 1974 Das Tier in der Erholungslandschaft. Broschüre „IFPRA-IFLA“ – Kongress, S. 42–44.
- 1976 Die Kleidung aus kulturethologischer Sicht. Ausstellungskatalog 200 Jahre Mode in Wien, S. 31–42.
- 1976 Angeborenes im Dienste der Werbung. Bericht 23. Werbewirtschaftlichen Tagung in Wien, S. 161–164.
- 1978 Grundzüge des Arbeitssystems der Abteilung I., Allgemeine Verhaltensforschung und Kulturethologie. Heft der Forschungsgemeinschaft Wilhelminenberg, Wien. 12 S.
- 1978 Die pädagogische Bedeutung von Spielzeugtieren in der Gegenwartssituation. Heft der Forschungsgemeinschaft Wilhelminenberg, Wien. 4 S.
- 1978 Lebende Tiere für Kinder. Heft der Forschungsgemeinschaft Wilhelminenberg, Wien. 8 S.
- 1978 Das Auge als biologische Wurzel kultureller Phänomene. In: Die Psychologie des 20. Jahrhunderts, Bd. VI: Lorenz und die Folgen. Kindler, Zürich, S. 495–504.
- 1978 Haltung, Zucht und Ansiedlung von Auerwild (Tetrao urogallus). Heft der Forschungsgemeinschaft Wilhelminenberg, Wien. 25 S.
- 1978 Über Ursprung und Entwicklung der menschlichen Kleidung. Heft der Forschungsgemeinschaft Wilhelminenberg, Wien. 17 S.
- 1978 Konrad Lorenz 75 Jahre. Natur und Land, H. 6, S. 211–213.
- 1978 Uniform als Beispiel kultureller Evolution. In: I. T. Schick, W. v. Halem, Das Bildlexikon der Uniformen von 1700 bis zur Gegenwart. Südwest-Verlag, München, S. 8–12.
- 1978 Schlechtes Wohnen schafft Neurosen. In der Broschüre Besser wohnen, besser leben, S. 14 f.
- 1979 Bedeutung und Methodik der Ansiedlung von Bibern. (Gemeinsam mit U. Krebs.) Heft der Forschungsgemeinschaft Wilhelminenberg, Wien, 14 S.
- 1979 Die Großtrappe (Otis tarda L.). Gegenwartsprobleme und Rettungsmöglichkeiten. Heft der Forschungsgemeinschaft Wilhelminenberg Wien, 18 S.
- 1979 Ethologie als Beitrag zu den Sozialwissenschaften. In: Gesellschaftspolitik mit oder ohne Weltanschauung? Internationale Stiftung Humanum, Scientia Humana Institut, Bonn, S. 56–73.
- 1979 33 Jahre Wilhelminenberg – Von den Reiherkolonien des Neusiedler Sees zur Kulturethologie. (Gemeinsam mit dem Mitarbeiterkreis.) Katalog zur Ausstellung (27. März bis 1. Mai 1979) in der Wiener Secession. 229 S.
- 1980 Klaubaufgehen. Ein Maskenbrauch in Osttirol und der Gastein. Broschüre des Hamburgischen Museums für Völkerkunde, Hamburg. 89 S.
- 1980 Lebensraum Neusiedler See. Text zur Wanderkarte 271, 1:50, Neusiedlersee – Rust – Seewinkel, Wien.
- 1981 Kulturethologische Betrachtung des Klaubaufgehens. In: Matreier Gespräche. Maske – Mode – Kleingruppe. Verlag Jugend & Volk, Wien und München, S. 45–58.
- 1981 Schützt gefährdete Tiere! Merkblatt zum österreichischen Sonderpostmarkensatz Großtrappe, Biber. Auerhahn. 3 S.
- 1981 Ethologische Grundlagen der Tieransiedlung. Tagung „Wiedereinbürgerung gefährdeter Tierarten“, Augsburg 7.–9. Dezember 1981. ANL Tagungsbericht 12/81, S. 75–78.
- 1981 Zur Entstehung der Matreier Gespräche. In: Matreier Gespräche. Maske – Mode – Kleingruppe. Beiträge zur interdisziplinären Kulturforschung. Verlag Jugend & Volk, Wien, S. 5 f.
- 1981 Kalender „Lebensraum aus zweiter Hand“ 1982. 13 Textseiten und 13 Farbbilder. Ennskraftwerke.
- 1981 Suchen und Finden. In: Für Klaus Piper zum 70. Geburtstag. Piper, München und Zürich, S. 193–195.
- 1982 Memorandum zur Eröffnung der Abteilung Leopoldsdorf des Instituts für angewandte Öko-Ethologie. Eröffnungsmerkblatt (9. September 1982), S. 1 f.
- 1982 Wissenschaftliche Hintergründe des Instituts für angewandte Öko-Ethologie. Eröffnungsbroschüre Staning (29. April 1982), S. 6–22.
- 1982 Kalender „Lebensraum aus zweiter Hand“ 1983. 13 Textseiten und 12 Farbbilder. Verbundgesellschaft.
- 1983 Quellenarchiv im Institut für den Wissenschaftlichen Film, Göttingen. Heft der Forschungsgemeinschaft Wilhelminenberg, Wien. 4 S.
- 1983 Fischfang mit Vögeln am Dojransee. In: Fischerei einst und jetzt. Katalog der Landesausstellung (15. April bis 13. November 1983), Schloss Orth an der Donau, S. 67–72.
- 1983 Kulturelle Bedeutung von Lernen und Lehren. In: Schulgeschichte im Zusammenhang der Kulturentwicklung, Hrsg. L. Kriss-Rettenbeck und M. Liedtke, Verlag Julius Klinkhardt, Bad Heilbrunn/Obb., S. 33–39.
- 1983 Kalender „Lebensraum aus zweiter Hand“ 1984. 13 Textseiten und 12 Farbbilder. Verbundgesellschaft.
- 1984 Beziehungen zwischen Tracht und Uniform. In: Tracht in Österreich, Hrsg. Lipp, Längle, Tostmann, Hubmann. Verlag Christian Brandstätter, Wien, S. 200–208.
- 1984 Jugendbewegung und Schule. In: Schule des 19. und 20. Jahrhunderts in Mitteleuropa. Vergleichende Studien zur Schulgeschichte, Jugendbewegung und Reformpädagogik im süddeutschen Sprachraum. Verlag Julius Klinkhardt, Bad Heilbrunn/Obb., S. 206–222.
- 1984 Aus Otto Koenigs Schulheften, Skizzenbüchern und Schriften. Zeichnungen und Aufsätze zwischen 1920 und 1984. In: Matreier Gespräche. Otto Koenig 70 Jahre. Ueberreuter, Wien, S. 7–70.
- 1985 Heimtierpflege im Dienst von Erziehung und Bildung. Umwelt Nr. 1, Schriftenreihe für Ökologie und Ethologie. Wien.
- 1985 Gespräche mit Otto Koenig (Franz Kreuzer). In: Franz Kreuzer, Tiergötter – Götzentiere. Franz Deuticke Verlagsgesellschaft, Wien, S. 84–112.
- 1985 Die Revitalisierung von Stauräumen. In: Stauräume – Lebensräume. Symposiumbericht der Arbeitsgemeinschaft Wasserkraft in Bayern, S. 18–27.
- 1985 Wissenschaftliche Beratung in allen Umweltfragen. Grünbuch der E-Wirtschaft, S. 20–23.
- 1986 Grundriß eines Aktionssystems des Menschen. Umwelt Nr. 7, Schriftenreihe für Ökologie und Ethologie. Wien.
- 1986 Das Problem lernabhängiger Methodenverbesserung aus ethologischer Sicht. In: Erziehungs- und Unterrichtsmethoden im historischen Wandel. Hrsg. M. Liedtke und L. Kriss-Rettenbeck. Verlag Julius Klinkhardt, Bad Heilbrunn/Obb., S. 20–26.
- 1986 Vorwort zur Broschüre 125 Jahre „Verein der Vogelfreunde Ebensee“, S. 1.
- 1987 Ethologische und kulturethologische Grundlagen ästhetischer Wertungsmuster. In: Vom Kritzeln zur Kunst. Hrsg. J. G. Prinz v. Hohenzollern und M. Liedtke. Verlag Julius Klinkhardt, Bad Heilbrunn/Obb., S. 27–41.
- 1988 Das Problem der Trennung zwischen den sogenannten Geistes- und Naturwissenschaften. In: Naturwissenschaftlicher Unterricht und Wissenskumulation. Hrsg. J. G. Prinz v. Hohenzollern u. M. Liedtke. Verlag Julius Klinkhardt, Bad Heilbrunn/Obb., S. 189–192.
- 1988 Bewußtsein und Verhalten. Der Beitrag der Verhaltensforschung zum modernen Weltbild. In: Handbuch zur Deutschen Nation, Bd. 3. Hrsg. B. Willms. Hohenrain-Verlag, Tübingen, Zürich, Paris, S. 45–66.
- 1988 Über Konrad Lorenz. In: Der Kreis um Konrad Lorenz, Hrsg. W. M. Schleidt. Verlag Paul Parey, Berlin und Hamburg, S. 79–82.
- 1988 Zur Naturgeschichte der Frösche und Kröten. In: W. Hirschberg, Frosch und Kröte in Mythos und Brauch. Böhlau-Verlag, Wien, Köln, Graz, S. 331–357.
- 1988 Über den Werdegang einer Wissenschaft. In: Oskar Heinroth, Konrad Lorenz, Wozu aber hat das Vieh diesen Schnabel?, Hrsg. Otto Koenig. Serie Piper, München und Zürich, S. 7–25.
- 1989 Die anthropologische Funktion des Lehrens. In: Schreiber, Magister, Lehrer. Hrsg. J. G. Prinz v. Hohenzollern und M. Liedtke. Bad Heilbrunn/Obb., S. 25–29.
- 1989 Problemkreis Schulgarten. In: Ökologie und Schule. Hrsg. M. Liedtke u. M. Schreiner. Universität Erlangen-Nürnberg, S. 211–215.
- 1989 Die Matreier Gespräche für interdisziplinäre Kulturforschung. In: Matreier Gespräche. Walter Hirschberg 85 Jahre. Sammelband. Jugend & Volk, Wien und München, S. 27 f.
- 1990 Institut für angewandte Öko-Ethologie, Verein für Ökologie und Umweltforschung. Umwelt Nr. 13, Schriftenreihe für Ökologie und Ethologie, Wien. 31 S.
- 1990 Einführung zu Oskar Heinroth, Beiträge zur Biologie, namentlich Ethologie und Psychologie der Anatiden. (Reproduktion der Originalarbeit.) Umwelt Nr. 16, Schriftenreihe für Ökologie und Ethologie, Wien, S. 5–7.
- 1992 Betrachtungen zur Aggression am Beispiel Kampffisch. In: Matreier Gespräche. Krieg – Friede – Konflikt (Sammelband zum 60. Geburtstag von Prof. Dr. Max Liedtke). Hrsg. Otto Koenig. 200 S., mit Zeichnungen und Fotos. Ueberreuter, Wien, S. 101–111. Ebenda: Zur Entstehung des Bandes, S. 9 f.

### Vorträge
- 1972 Menschheit in Gefahr. Festvortrag Landestagung Bamberg des „Bund Naturschutz Bayern“. Blätter für Natur und Umweltschutz, Jg. 52, Juliheft, S. 60–64.
- 1973 Das Kind in der Großstadt. Vortrag anläßlich des Symposiums des Wiener Jugendhilfswerks vom 12. April.
- 1974 Umwelt und Verhalten. Vortrag anlässlich der 16. Mainauer Gespräche vom 24. April 1974. Tagungsbericht, S. 2–11.
- 1980 Mensch und Zivilisation. Vortrag beim Symposion „Fremdenverkehr zwischen Technik und Umweltschutz“. In: Bericht Ziviltechnikertage Schladming 21./22. März 1980, S. 46–53.
- 1982 Farbe als Symbol weltlicher und kirchlicher Herrschaft. Vortrag Rias-Funkuniversität. In: Die Farbe, Bd. 30, S. 13–30. Abdruck in: Farbe – Material, Zeichen, Symbol, S. 52–68. Schriftenreihe Forschung und Information. Colloquium-Verlag, Berlin.
- 1982 Ökologie und Kultur. Festrede zur Bundestagung 1982 anläßlich der Verleihung der Bodo-Manstein-Medaille. Broschüre des „Bund für Umwelt und Naturschutz Deutschland“, S. 31–36.
- 1983 Arbeitsteilung. Vortrag beim 1. Kolloquium der Schweizerischen Geisteswissenschaftlichen Gesellschaft 1976. In: Menschliches Verhalten, Hrsg. B. Sitter, S. 29–35. Universitätsverlag Freiburg, Schweiz.
- 1983 Tracht. Vortrag beim 1. Kolloquium der Schweizerischen Geisteswissenschaftlichen Gesellschaft 1976. In: Menschliches Verhalten, Hrsg. B. Sitter, S. 123–135. Universitätsverlag, Freiburg, Schweiz.

### Filmbeihefte
Alle Filmbeihefte: Institut für den Wissenschaftlichen Film, Göttingen.
- 1961 Phacochoerus aethiopicus africanus (Suidae), Spiel der Jungtiere. E 202/1959.
- 1961 Testudo graeca (Testudinidae), Paarungsaufforderung (abnorme Objektwahl). E 203/1959.
- 1961 Crossoptilon auritum (Phasianidae), Futterzeigen (Eltern mit Küken). E 286/1958.
- 1961 Caretta caretta (Cheloniidae), Nahrungsaufnahme bei Jungtieren. E 287/1960.
- 1961 Elephantulus rozeti (Macroscelidae), Rüsselbewegungen. E 288/1959.
- 1962 Amphiprion xanthurus (Pomacentridae), Reviereroberung. E 294/1959.
- 1962 Amphiprion percula (Pomacentridae), Verhalten zur Riesenaktinie III. E 293/1959.
- 1962 Amphiprion xanthurus (Pomacentridae), Verhalten zur Riesenaktinie I. E 295/1959.
- 1962 Amphiprion ephippium (Pomacentridae), Verhalten zur Riesenaktinie 1. E 291/1959.
- 1966 Ixobrychus minutus (Ardeidae), Brüten und Hudern. E 276/1962.
- 1966 Ixobrychus minutus (Ardeidae), Raumorientierung beim Beuteerwerb. E 278/1962.
- 1966 Premnas biaculaetus (Pomacentridae), Verhalten zur Riesenaktinie I. E 290/1959.
- 1970 Otis tarda (Otididae), Jugendentwicklung. (Gemeinsam mit L. Lukschanderl.) E 289/1960.
- 1970 Otis tarda (Otididae), Schlüpfen. (Gemeinsam mit L. Lukschanderl.) E 313/1960.
- 1970 Otis tarda (Otididae), Verhalten im strengen Winter. (Gemeinsam mit L. Lukschanderl.) E 957/1966.
- 1972 Gnathonemus petersi (Mormyridae), Rüsselbewegungen bei der Nahrungssuche. (Gemeinsam mit A. Schmied). E 617/1964.
- 1972 Netta rufina (Anatidae), Fütterung im Paarverhalten. E 605/1964.
- 1978 Mitteleuropa, Tirol – Maskenschnitzen in einer Großfamilie (Verhaltensstudien). E 1452.
- 1978 Mitteleuropa, Tirol – Riesenmasken beim Klaubaufgehen (Verhaltensstudien). E 1453.
- 1978 Mitteleuropa, Tirol – Kinder beim Klaubaufgehen (Verhaltensstudien). E 1454.
- 1979 Mitteleuropa, Tirol – Klaubaufgehen in Prägraten (Verhaltensstudien). E 1456.
- 1979 Mitteleuropa, Tirol – Klaubaufgehen in Virgen (Verhaltensstudien). E 1455.
- 1980 Mitteleuropa, Niedersachsen – Verwendung von Schlittenhunden im Watt bei Wremen. (Gemeinsam mit E. Lokaj). E 2515.
- 1980 Jynx torquilla (Picidae) – Abwehrverhalten. E 2546.
- 1980 Mitteleuropa, Oberösterreich – Verwendung von Hunden beim Holztransport mit Schlitten in Aigen-Schlägl. (Gemeinsam mit E. Lokaj.) E 2623.
- 1982 Dromaius novaehollandiae (Dromaiidae), Baden. E 2579.
- 1982 Casuarius casuarius (Casuariidae), Baden. E 2644.

## Auszeichnungen

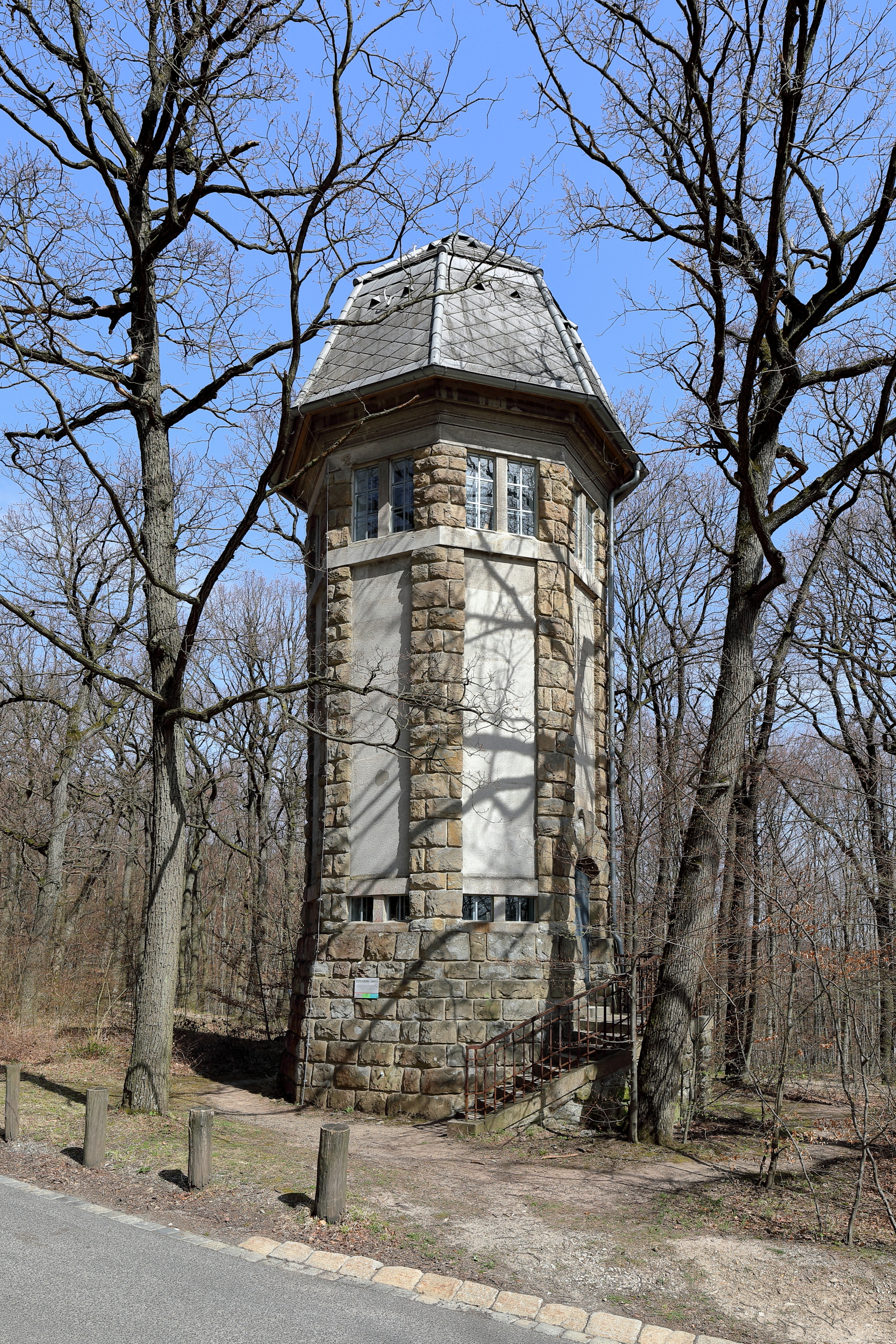
Ein ehemaliger, denkmalgeschützter Wasserturm in Ottakring, der zur Vogelbeobachtungswarte umfunktioniert wurde und seit 2003 Otto-Koenig-Warte heißt.

- 1937 Goldmedaille des Österreichischen Tierschutzvereines
- 1940 Bronzene Medaille der Photographischen Gesellschaft in Wien
- 1948 Anerkennungsdiplom der Photographischen Gesellschaft in Wien
- 1951 Ehrenmedaille der Bundeshauptstadt Wien
- 1954 Förderungspreis des Theodor Körner-Stiftungsfonds
- 1955 Korrespondierendes Mitglied der Deutschen Ornithologengesellschaft: „In Würdigung der ausgezeichneten Leistung auf den Gebieten der Verhaltenskunde und Ökologie“. (Urkunde)
- 1956 Silberne Medaille der Photographischen Gesellschaft in Wien: „Für besondere Leistungen auf dem Gebiet der Photographie“.
- 1956 Förderungspreis des Theodor Körner-Stiftungsfonds
- 1958 Korrespondierendes Mitglied des Wiener Arbeitskreises für Tiefenpsychologie (Urkunde)
- 1958 Förderungspreis des Theodor Körner-Stiftungsfonds
- 1962 Titel Professor, verliehen vom Bundesministerium für Wissenschaft und Forschung (Urkunde)
- 1971 Silberne Medaille der Photographischen Gesellschaft in Wien: „Für besondere Leistungen auf dem Gebiet der Photographie 1946 — 1971“.
- 1975 Goldenes Ehrenzeichen für Verdienste um das Land Wien: „In Würdigung seiner bedeutenden wissenschaftlichen und volksbildnerischen Leistungen“.
- 1976 Österreichischer Naturschutzpreis: „Für besondere Verdienste um Bildung und Information auf dem Gebiet der Umweltwissenschaften und des Naturschutzes“. (Medaille)
- 1977 Josef Schöffel-Förderungspreis der Niederösterreichischen Landesregierung. „In Anerkennung der hervorragenden Bemühungen, in der Bevölkerung das Verständnis für die heimische Natur, insbesondere für den Wald zu wecken und zu vertiefen“
- 1978 Ehrenzeichen für Kunst und Wissenschaft des Internationalen Pro Concordatia Ordens (Urkunde und Orden)
- 1979 Ehrenmitglied des Österreichischen Zinn-Clubs (Urkunde)
- 1980 Ehrenmitglied der Biologischen Arbeitsgemeinschaft Steiermark: „Für seine Verdienste um den Aufbau der Biologischen Station Bruck/Mur – Weitental.“ (Urkunde)
- 1982 Ehrenkranz des Bundes der Tiroler Schützenkompanien: „Für außerordentliche Verdienste um die Förderung des Tiroler Schützenwesens“
- 1982 Bundes-Naturschutzpreis 1982 (Bodo-Manstein-Medaille) des Bundes für Umwelt und Naturschutz Deutschland: "„Für hervorragende Verdienste um Verknüpfung von Naturschutz und Kulturethologie“.
- 1984 Goldenes Ehrenzeichen für Verdienste um die Republik Österreich (1952)
- 1986 Komturkreuz des Landes Burgenland
- 1986 Mitglied der Kommission für Umweltschutz im Bundesheer, ernannt vom Bundesminister für Landesverteidigung (Urkunde)
- 1988 Ehrenzeichen für Wissenschaft und Kunst der Österreichischen Albert Schweitzer-Gesellschaft (Urkunde und Orden)
- 1989 Ehrenzeichen der Marktgemeinde Matrei, Ositirol (Urkunde und Medaille)
- 1989 Ehrenzeichen des S.N.Religious Order of Saint Tatjana (Urkunde und Orden)
- 1989 Ehrenmedaille in Gold des Niederösterreichischen Landesjagdverbandes
- 1990 Österreichisches Ehrenkreuz für Wissenschaft und Kunst I. Klasse „Litteris et Artibus“
- 1990 Medal of Merit des „The International Association of Lions-Clubs“
- 1990 Maximilian-Kreuz des Bundes der Tiroler Schützenkompanien
- 1992 Goldene Verdienstmedaille des Bundes der Tiroler Schützenkompanien
- 1992 Goldenes Ehrenzeichen für Verdienste um das Land Niederösterreich
- 11. Februar 2003 Benennung der Otto-Koenig-Warte, einem alten Wasserturm an der Johann-Staud-Gasse in Wien-Ottakring, der zur Vogelbeobachtung umgebaut wurde